# Giro d'Italia 2020
Il Giro d'Italia 2020, centotreesima edizione della Corsa e sedicesima prova dell'UCI World Tour 2020, si svolse in ventuno tappe dal 3 al 25 ottobre 2020, per un totale di 3 352,4 km, con partenza da Monreale e arrivo a Milano. Inizialmente previsto come da tradizione a maggio (dal 9 al 31), con partenza da Budapest, il Giro fu posticipato a causa della pandemia di COVID-19. La corsa fu vinta del britannico Tao Geoghegan Hart, che completò il percorso in 85h40'21", alla media di 39,130 km/h, davanti all'australiano Jai Hindley e all'olandese Wilco Kelderman.
Geoghegan Hart strappò il primato a Hindley nell'ultima tappa (a cronometro) da Cernusco sul Naviglio a Milano, alla partenza della quale i due avevano il medesimo tempo in classifica generale. Il britannico fu così il primo corridore nella storia del Giro a vincere la corsa senza aver mai indossato la maglia rosa.
Sul traguardo di Milano portarono a termine la competizione 133 ciclisti sui 176 partiti da Monreale.

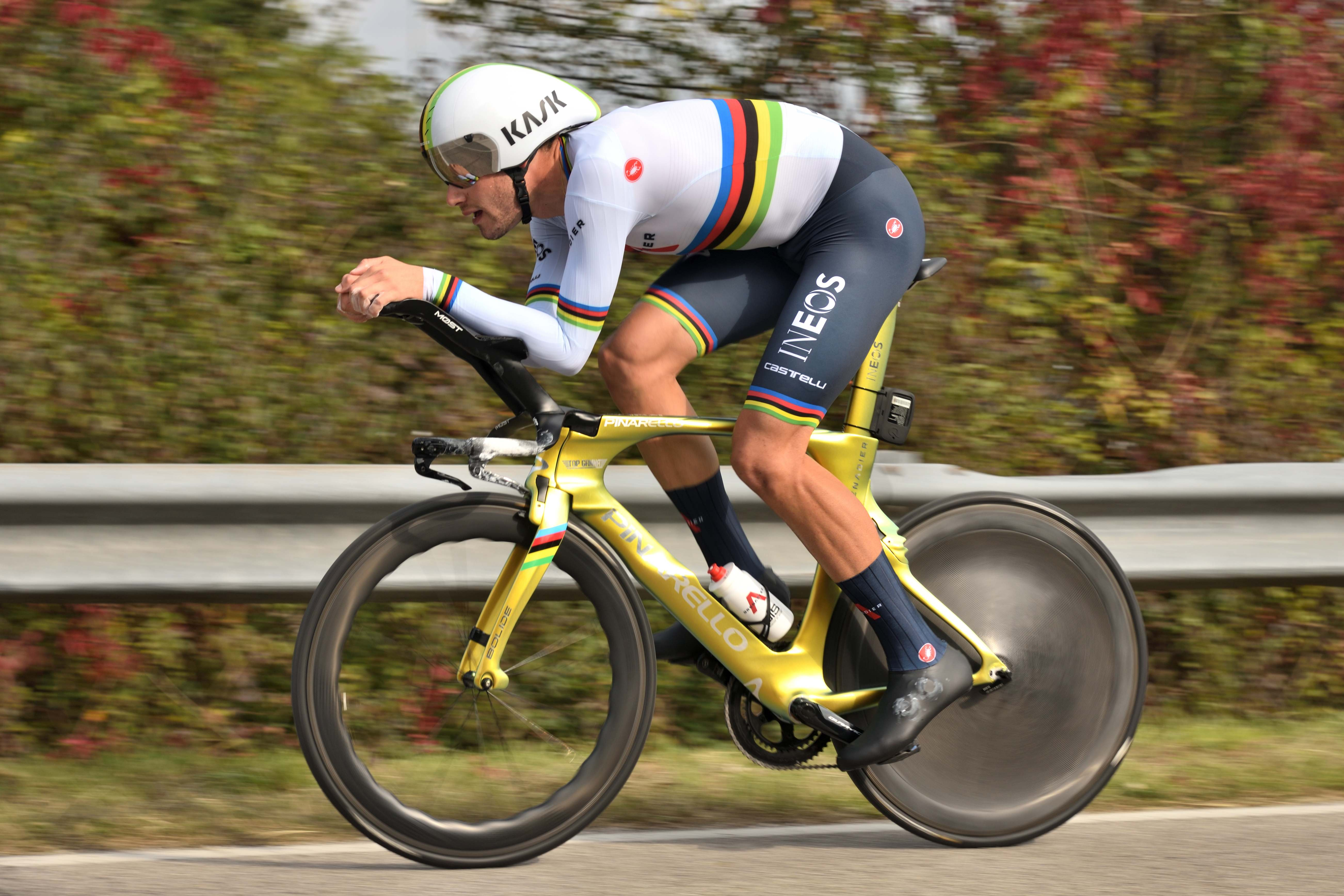
Filippo Ganna durante la tappa a cronometro di Valdobbiadene, da lui vinta

## Tappe
| Tappa  | Data       | Percorso                                                   | km               | Vincitore di tappa | Leader cl. generale |
| ------ | ---------- | ---------------------------------------------------------- | ---------------- | ------------------ | ------------------- |
| 1ª     | 3 ottobre  | Monreale > Palermo (cron. individuale)                     | 15,1             | Filippo Ganna      | Filippo Ganna       |
| 2ª     | 4 ottobre  | Alcamo > Agrigento                                         | 149              | Diego Ulissi       | Filippo Ganna       |
| 3ª     | 5 ottobre  | Enna > Etna (Piano Provenzana)                             | 150              | Jonathan Caicedo   | João Almeida        |
| 4ª     | 6 ottobre  | Catania > Villafranca Tirrena                              | 140              | Arnaud Démare      | João Almeida        |
| 5ª     | 7 ottobre  | Mileto > Camigliatello Silano                              | 225              | Filippo Ganna      | João Almeida        |
| 6ª     | 8 ottobre  | Castrovillari > Matera                                     | 188              | Arnaud Démare      | João Almeida        |
| 7ª     | 9 ottobre  | Matera > Brindisi                                          | 143              | Arnaud Démare      | João Almeida        |
| 8ª     | 10 ottobre | Giovinazzo > Vieste                                        | 200              | Alex Dowsett       | João Almeida        |
| 9ª     | 11 ottobre | San Salvo > Roccaraso                                      | 208              | Ruben Guerreiro    | João Almeida        |
|        | 12 ottobre | giorno di riposo                                           | giorno di riposo | giorno di riposo   | giorno di riposo    |
| 10ª    | 13 ottobre | Lanciano > Tortoreto Lido                                  | 177              | Peter Sagan        | João Almeida        |
| 11ª    | 14 ottobre | Porto Sant'Elpidio > Rimini                                | 182              | Arnaud Démare      | João Almeida        |
| 12ª    | 15 ottobre | Cesenatico > Cesenatico                                    | 204              | Jhonatan Narváez   | João Almeida        |
| 13ª    | 16 ottobre | Cervia > Monselice                                         | 192              | Diego Ulissi       | João Almeida        |
| 14ª    | 17 ottobre | Conegliano > Valdobbiadene (cron. individuale)             | 34,1             | Filippo Ganna      | João Almeida        |
| 15ª    | 18 ottobre | Base Aerea Rivolto (Frecce Tricolori) > Piancavallo        | 185              | Tao Geoghegan Hart | João Almeida        |
|        | 19 ottobre | giorno di riposo                                           | giorno di riposo | giorno di riposo   | giorno di riposo    |
| 16ª    | 20 ottobre | Udine > San Daniele del Friuli                             | 229              | Jan Tratnik        | João Almeida        |
| 17ª    | 21 ottobre | Bassano del Grappa > Madonna di Campiglio                  | 203              | Ben O'Connor       | João Almeida        |
| 18ª    | 22 ottobre | Pinzolo > Laghi di Cancano (Parco nazionale dello Stelvio) | 207              | Jai Hindley        | Wilco Kelderman     |
| 19ª    | 23 ottobre | Abbiategrasso > Asti                                       | 124,5            | Josef Černý        | Wilco Kelderman     |
| 20ª    | 24 ottobre | Alba > Sestriere                                           | 181              | Tao Geoghegan Hart | Jai Hindley         |
| 21ª    | 25 ottobre | Cernusco sul Naviglio > Milano (cron. individuale)         | 15,7             | Filippo Ganna      | Tao Geoghegan Hart  |
| Totale | Totale     | Totale                                                     | 3 546,8          |                    |                     |

## Squadre e corridori partecipanti
Al Giro parteciparono 22 squadre composte da otto corridori per un totale di 176 ciclisti, le diciannove iscritte all'UCI World Tour 2020 e le tre squadre invitate (la Androni Giocattoli-Sidermec, la Bardiani-CSF-Faizanè e la Vini Zabù KTM, tutte di categoria UCI Professional Continental).
| N.      | Cod. | Squadra                     |
| ------- | ---- | --------------------------- |
| 1-8     | ALM  | AG2R La Mondiale            |
| 11-18   | ANS  | Androni Giocattoli-Sidermec |
| 21-28   | AST  | Astana Pro Team             |
| 31-38   | TBM  | Bahrain-McLaren             |
| 41-48   | BCF  | Bardiani-CSF-Faizanè        |
| 51-58   | BOH  | Bora-Hansgrohe              |
| 61-68   | CCC  | CCC Team                    |
| 71-78   | COF  | Cofidis, Solutions Crédits  |
| 81-88   | DQT  | Deceuninck-Quick Step       |
| 91-98   | EF1  | EF Pro Cycling              |
| 101-109 | GFC  | Groupama-FDJ                |

| N.      | Cod. | Squadra                |
| ------- | ---- | ---------------------- |
| 111-118 | ISN  | Israel Start-Up Nation |
| 121-128 | LTS  | Lotto Soudal           |
| 131-138 | MTS  | Mitchelton-Scott       |
| 141-148 | MOV  | Movistar Team          |
| 151-158 | NTT  | NTT Pro Cycling Team   |
| 161-168 | IGD  | Ineos Grenadiers       |
| 171-178 | TJV  | Team Jumbo-Visma       |
| 181-188 | SUN  | Team Sunweb            |
| 191-198 | TFS  | Trek-Segafredo         |
| 201-208 | UAD  | UAE Team Emirates      |
| 211-218 | THR  | Vini Zabù Brado KTM    |

## Dettagli delle tappe

### 1ª tappa
- 3 ottobre: Monreale > Palermo – Cronometro individuale – 15,1 km

Risultati
| Pos. | Corridore     | Squadra    | Tempo  |
| ---- | ------------- | ---------- | ------ |
| 1    | Filippo Ganna | Ineos      | 15'24" |
| 2    | João Almeida  | Deceuninck | a 22"  |
| 3    | Mikkel Bjerg  | UAE        | s.t.   |

| Pos. | Corridore     | Squadra    | Tempo  |
| ---- | ------------- | ---------- | ------ |
| 1    | Filippo Ganna | Ineos      | 15'24" |
| 2    | João Almeida  | Deceuninck | a 22"  |
| 3    | Mikkel Bjerg  | UAE        | s.t.   |

Descrizione e riassunto

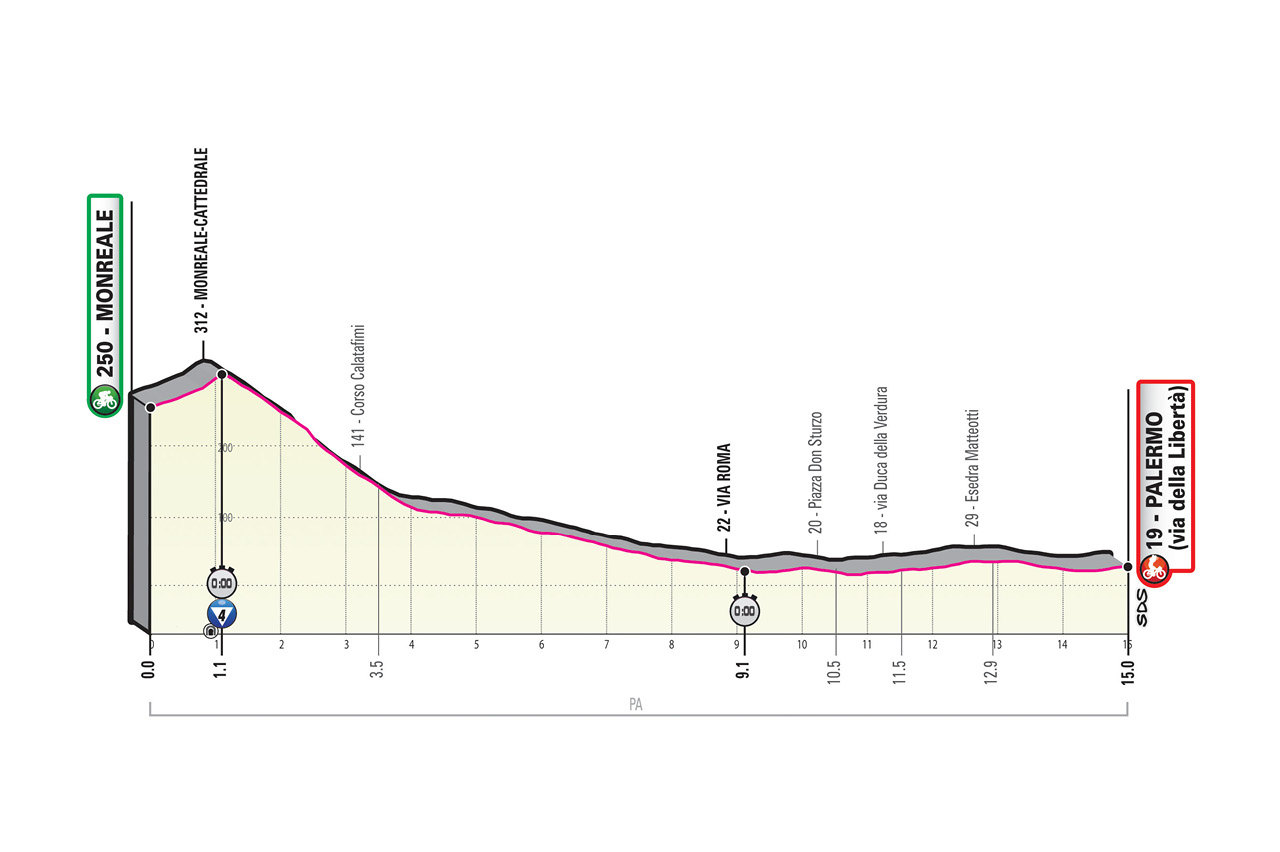
Altimetria della 1ª tappa.

La prima tappa di quello che sarà ricordato come l'unico Giro d'Italia ottobrino è conquistata da Filippo Ganna, fresco vincitore del titolo iridato a cronometro ad Imola, che con una prestazione record di 58,8 km/h stacca gli altri favoriti di giornata, i compagni Rohan Dennis e Geraint Thomas. Il 24enne precede sul podio João Almeida e Mikkel Bjerg. Tra gli uomini di classifica, bene i due principali favoriti, gli inglesi Geraint Thomas e Simon Yates, che guadagnano su Vincenzo Nibali e Jakob Fuglsang, partiti con condizioni meteo peggiori.

### 2ª tappa
- 4 ottobre: Alcamo > Agrigento – 149 kmAltimetria della 2ª tappa.

Risultati
| Pos. | Corridore     | Squadra    | Tempo    |
| ---- | ------------- | ---------- | -------- |
| 1    | Diego Ulissi  | UAE        | 3h24'58" |
| 2    | Peter Sagan   | Bora       | s.t.     |
| 3    | Mikkel Honoré | Deceuninck | s.t.     |

| Pos. | Corridore      | Squadra    | Tempo    |
| ---- | -------------- | ---------- | -------- |
| 1    | Filippo Ganna  | Ineos      | 3h40'27" |
| 2    | João Almeida   | Deceuninck | a 22"    |
| 3    | Geraint Thomas | Ineos      | a 23"    |

Descrizione e riassunto

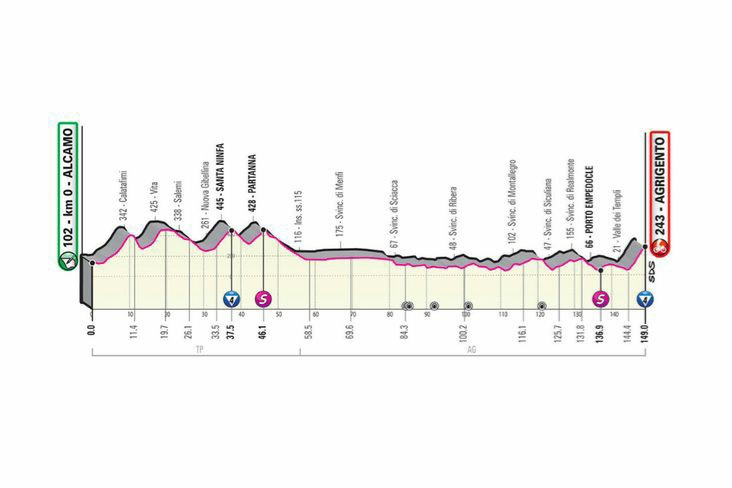
Altimetria della 2ª tappa.

Nella tappa della Valle dei Templi, l'arrivo in salita di Agrigento (il primo del Giro 2020) premia il finisseur della UAE Team Emirates Diego Ulissi che, grazie al grande lavoro del compagno Valerio Conti batte in una volata a tre l'attesissimo fuoriclasse slovacco Peter Sagan ed il giovane danese Mikkel Frølich Honoré, conquistando anche la maglia ciclamino. Filippo Ganna resta in rosa. La tappa era stata animata da una fuga di cinque corridori, tra cui Thomas De Gendt, ripresa dal gruppo ai -9.

### 3ª tappa
- 5 ottobre: Enna > Etna (Piano Provenzana) – 150 km

Risultati
| Pos. | Corridore         | Squadra   | Tempo    |
| ---- | ----------------- | --------- | -------- |
| 1    | Jonathan Caicedo  | EF        | 4h02'33" |
| 2    | Giovanni Visconti | Vini Zabù | a 21"    |
| 3    | Harm Vanhoucke    | Lotto     | a 30"    |

| Pos. | Corridore        | Squadra    | Tempo    |
| ---- | ---------------- | ---------- | -------- |
| 1    | João Almeida     | Deceuninck | 7h44'25" |
| 2    | Jonathan Caicedo | EF         | s.t.     |
| 3    | Pello Bilbao     | Bahrain    | a 37"    |

Descrizione e riassunto

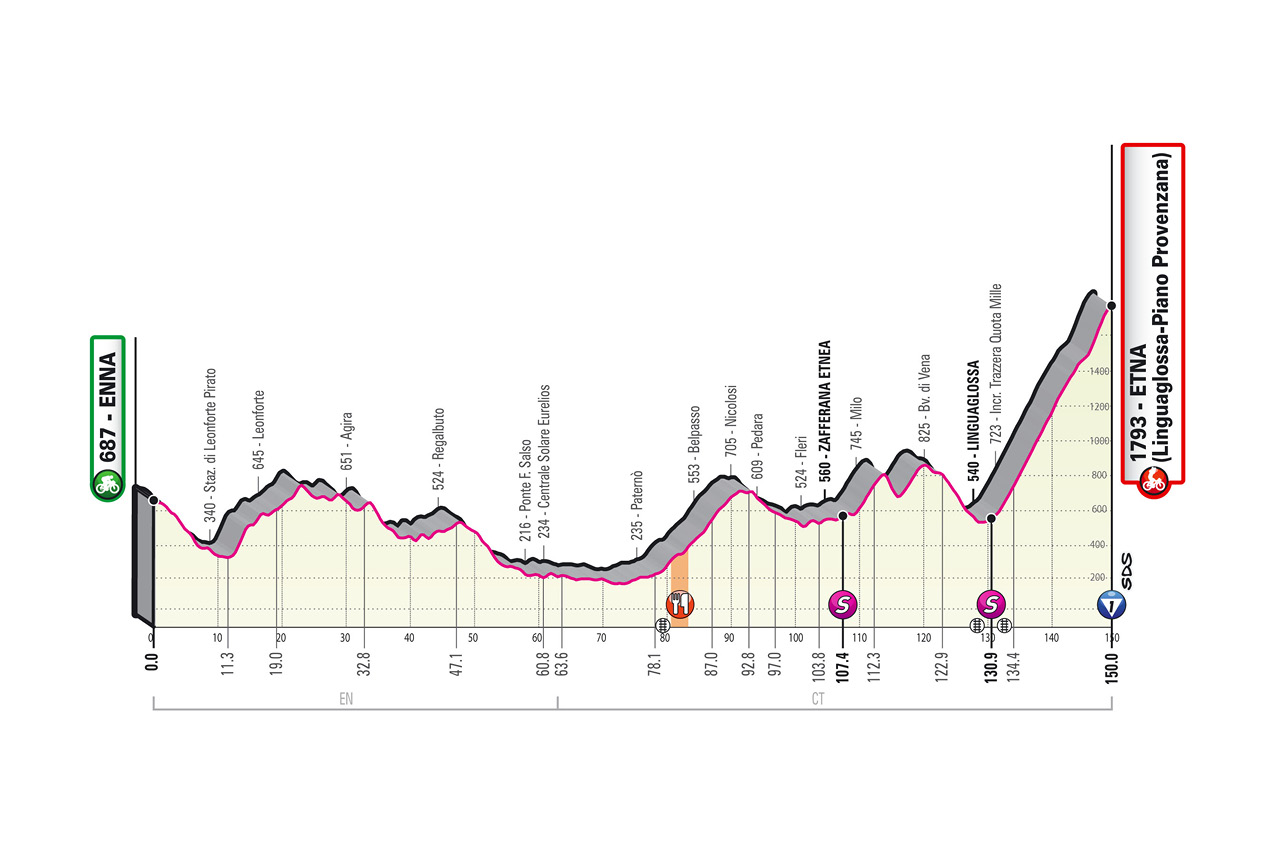
Altimetria della 3ª tappa.

È l'ecuadoriano Jonathan Caicedo il re dell'Etna, vincitore della terza tappa grazie ad una fuga partita da lontano e gestita bene, che precede sul traguardo Giovanni Visconti, l'ultimo uomo ad arrendersi. Tra gli uomini di classifica, si avvantaggia Wilco Kelderman, mentre controllano Fuglsang, Nibali e Majka. Si lascia sorprendere invece Yates, che accumula più di tre minuti dai diretti concorrenti per la maglia rosa. Lo sconfitto di giornata è Geraint Thomas che esce di classifica arrivando al traguardo con ben 12 minuti di ritardo, scortato dalla maglia rosa Ganna, costretto a cedere il simbolo del primato al portoghese Almeida. Il fuoriclasse inglese, caduto a causa di una borraccia nel trasferimento, non partirà all'indomani.

### 4ª tappa
- 6 ottobre: Catania > Villafranca Tirrena – 140 km

Risultati
| Pos. | Corridore        | Squadra    | Tempo    |
| ---- | ---------------- | ---------- | -------- |
| 1    | Arnaud Démare    | Groupama   | 3h22'13" |
| 2    | Peter Sagan      | Bora       | s.t.     |
| 3    | Davide Ballerini | Deceuninck | s.t.     |

| Pos. | Corridore        | Squadra    | Tempo     |
| ---- | ---------------- | ---------- | --------- |
| 1    | João Almeida     | Deceuninck | 11h06'36" |
| 2    | Jonathan Caicedo | EF         | a 2"      |
| 3    | Pello Bilbao     | Bahrain    | a 39"     |

Descrizione e riassunto

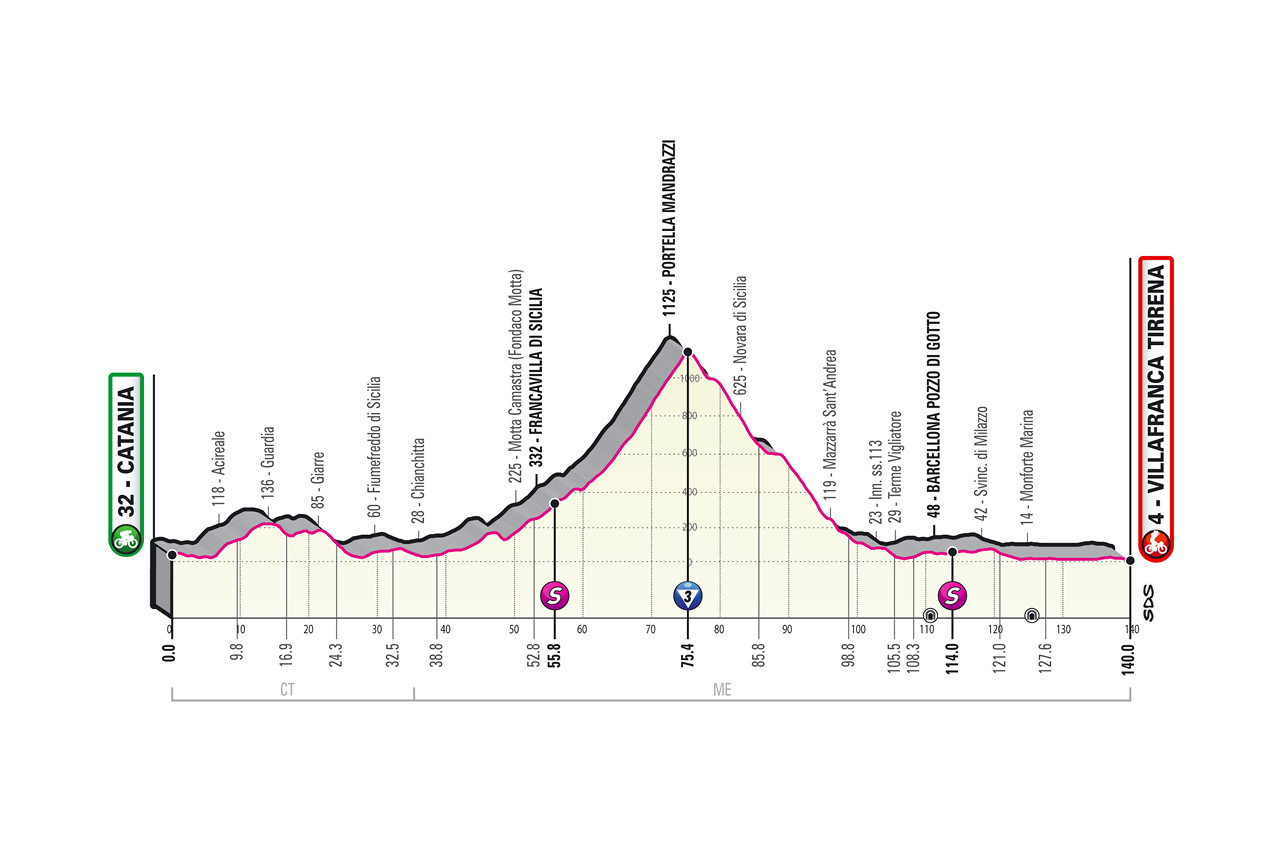
Altimetria della 4ª tappa.

La quarta tappa del Giro d'Italia, con arrivo a Villafranca Tirrena, vede la volata vincente di Arnaud Démare, che batte al photofinish Peter Sagan e Davide Ballerini. La tappa aveva visto una fuga di tre corridori, ripresa ai -15. Il portoghese Almeida resta in rosa, guadagnando anche due secondi sui rivali, grazie allo sprint sul traguardo volante. L'ex campione del mondo slovacco, ancora una volta secondo sul traguardo, può consolarsi con la conquista provvisoria della maglia ciclamino.

### 5ª tappa
- 7 ottobre: Mileto > Camigliatello Silano – 225 km

Risultati
| Pos. | Corridore      | Squadra    | Tempo    |
| ---- | -------------- | ---------- | -------- |
| 1    | Filippo Ganna  | Ineos      | 5h59'17" |
| 2    | Patrick Konrad | Bora       | a 34"    |
| 3    | João Almeida   | Deceuninck | s.t.     |

| Pos. | Corridore       | Squadra    | Tempo     |
| ---- | --------------- | ---------- | --------- |
| 1    | João Almeida    | Deceuninck | 17h06'23" |
| 2    | Pello Bilbao    | Bahrain    | a 43"     |
| 3    | Wilco Kelderman | Sunweb     | a 48"     |

Descrizione e riassunto

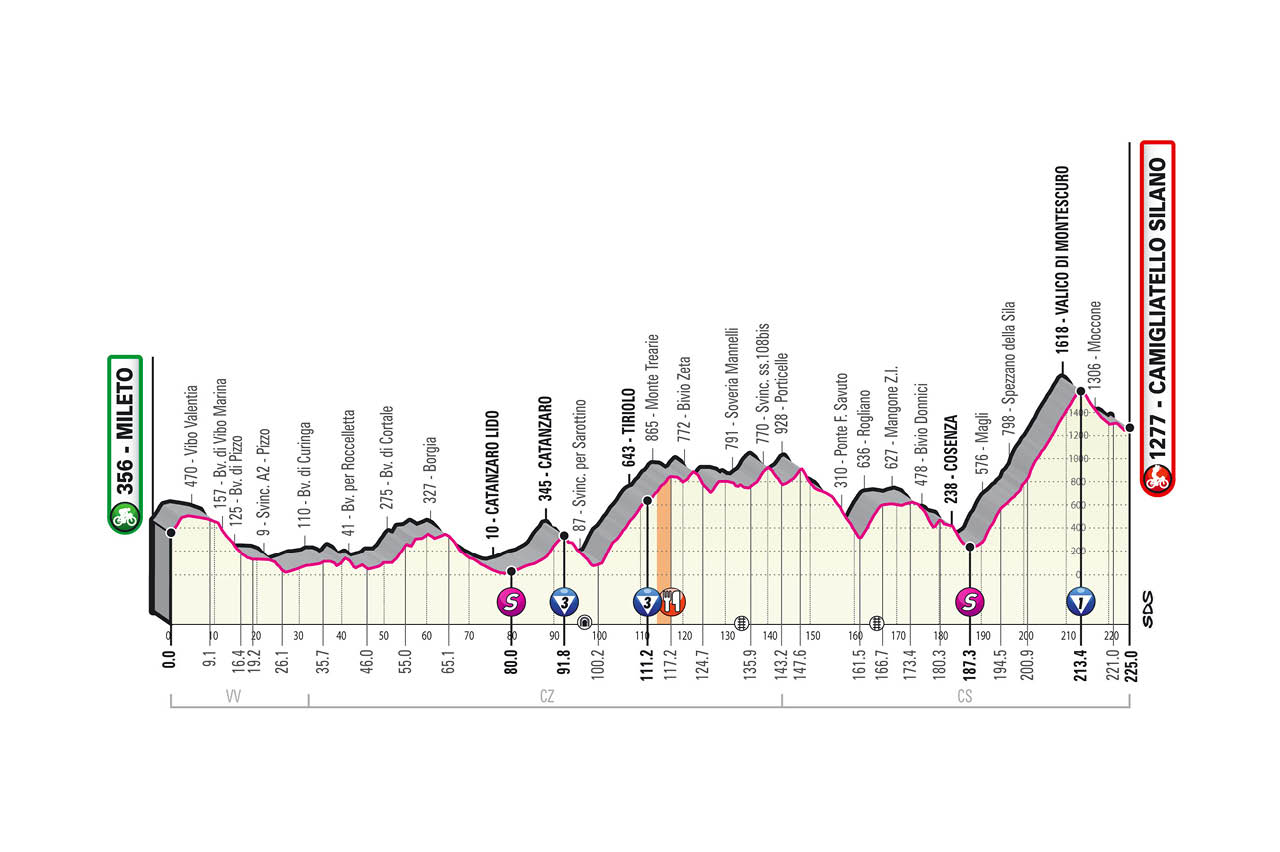
Altimetria della 5ª tappa.

Dopo aver lasciato la Sicilia, la tappa calabrese del Giro d'Italia incorona Filippo Ganna, show anche in salita, dopo la vittoria a cronometro di Palermo. Il verbanese stacca i compagni di fuga quando mancano circa sei km alla salita del Valico di Montescuro e raggiunge il traguardo in solitaria, conquistando anche un'inattesa maglia azzurra. Tra i big, ancora in difficoltà Yates che esce di classifica, mentre Almeida guadagna 4” di abbuono per il terzo posto conquistato in volata. Sull'asperità si stacca anche Caicedo, vincitore sull'Etna, così che sale in seconda posizione lo spagnolo Pello Bilbao.

### 6ª tappa
- 8 ottobre: Castrovillari > Matera – 188 km

Risultati
| Pos. | Corridore        | Squadra  | Tempo    |
| ---- | ---------------- | -------- | -------- |
| 1    | Arnaud Démare    | Groupama | 4h54'38" |
| 2    | Michael Matthews | Sunweb   | s.t.     |
| 3    | Fabio Felline    | Astana   | s.t.     |

| Pos. | Corridore       | Squadra    | Tempo     |
| ---- | --------------- | ---------- | --------- |
| 1    | João Almeida    | Deceuninck | 22h01'01" |
| 2    | Pello Bilbao    | Bahrain    | a 43"     |
| 3    | Wilco Kelderman | Sunweb     | a 48"     |

Descrizione e riassunto

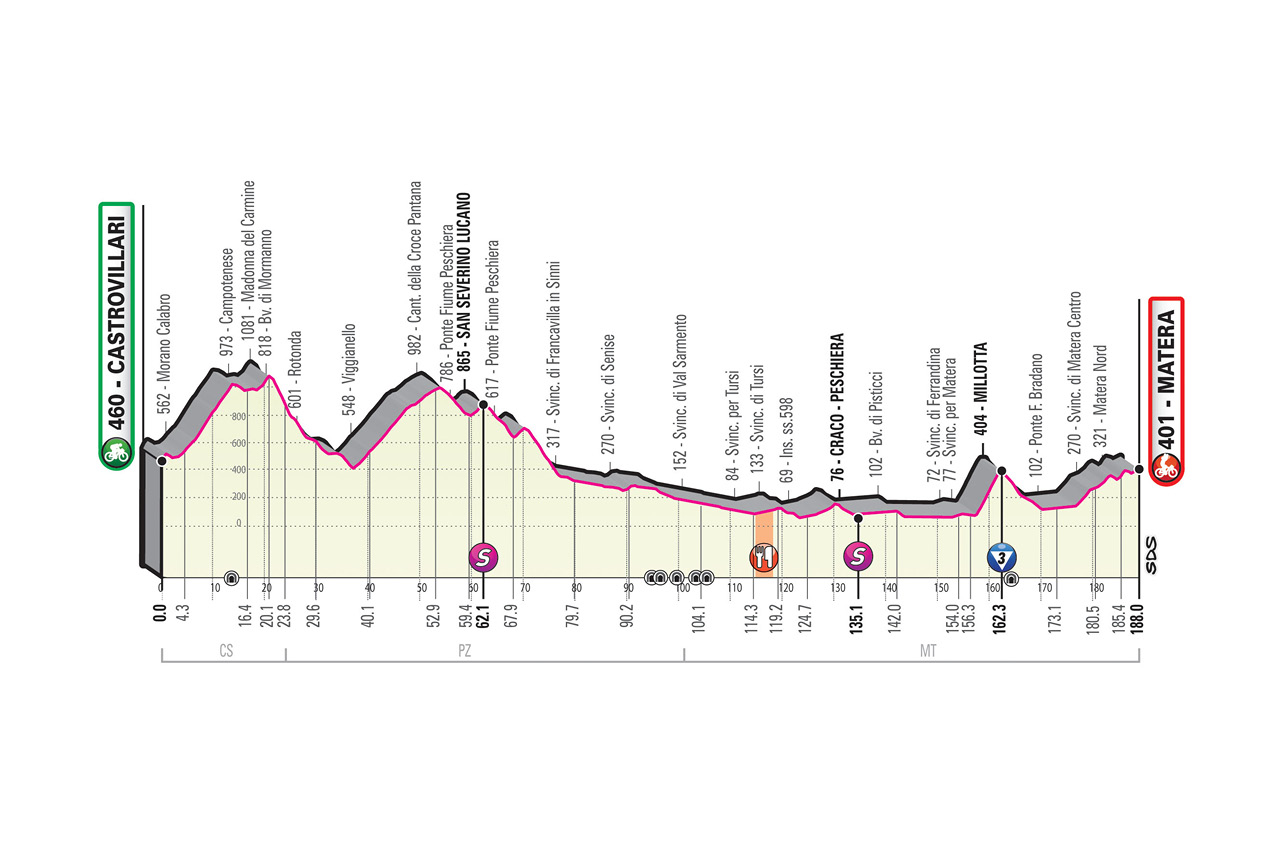
Altimetria della 6ª tappa.

La fuga, di giornata di quattro uomini, viene ripresa ai -15 km, e gli attacchi sulla leggera salita dell'ultimo km, prima di Nibali e poi di Sagan, vengono annullati dal campione francese Arnaud Démare, che, nella splendida cornice dei Sassi di Matera, regala il bis conquistando la maglia ciclamino e precedendo in volata Micheal Matthews e Fabio Felline. Almeida conserva la maglia rosa, così come Ganna quella azzurra.

### 7ª tappa
- 9 ottobre: Matera > Brindisi – 143 km

Risultati
| Pos. | Corridore        | Squadra  | Tempo    |
| ---- | ---------------- | -------- | -------- |
| 1    | Arnaud Démare    | Groupama | 2h47'28" |
| 2    | Peter Sagan      | Bora     | s.t.     |
| 3    | Michael Matthews | Sunweb   | s.t.     |

| Pos. | Corridore       | Squadra    | Tempo     |
| ---- | --------------- | ---------- | --------- |
| 1    | João Almeida    | Deceuninck | 24h48'29" |
| 2    | Pello Bilbao    | Bahrain    | a 43"     |
| 3    | Wilco Kelderman | Sunweb     | a 48"     |

Descrizione e riassunto

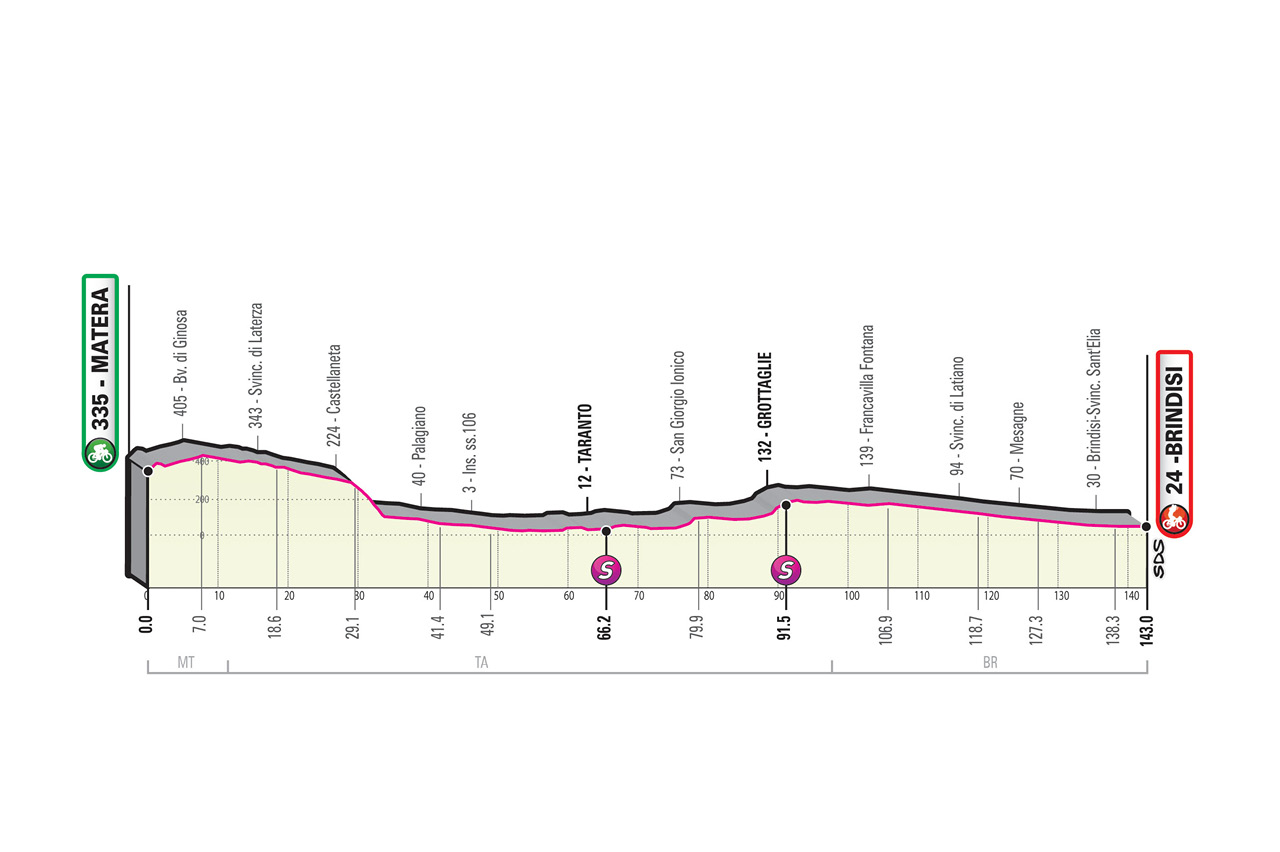
Altimetria della 7ª tappa.

Ancora Arnaud Démare: terza vittoria in questo Giro per la maglia ciclamino, che batte in volata Peter Sagan (secondo per la terza volta) e Micheal Matthews. La tappa, cortissima, è caratterizzata dal forte vento, che “spinge” i ciclisti ad effettuare la frazione con la più alta media oraria nella storia del Giro (51,234 km/h). Alta anche la tensione, che porta ad alcune cadute. Invariate le quattro maglie.

### 8ª tappa
- 10 ottobre: Giovinazzo > Vieste – 200 km

Risultati
| Pos. | Corridore        | Squadra | Tempo    |
| ---- | ---------------- | ------- | -------- |
| 1    | Alex Dowsett     | Israel  | 4h50'09" |
| 2    | Salvatore Puccio | Ineos   | a 1'15"  |
| 3    | Matthew Holmes   | Lotto   | s.t.     |

| Pos. | Corridore       | Squadra    | Tempo     |
| ---- | --------------- | ---------- | --------- |
| 1    | João Almeida    | Deceuninck | 29h52'34" |
| 2    | Pello Bilbao    | Bahrain    | a 43"     |
| 3    | Wilco Kelderman | Sunweb     | a 48"     |

Descrizione e riassunto

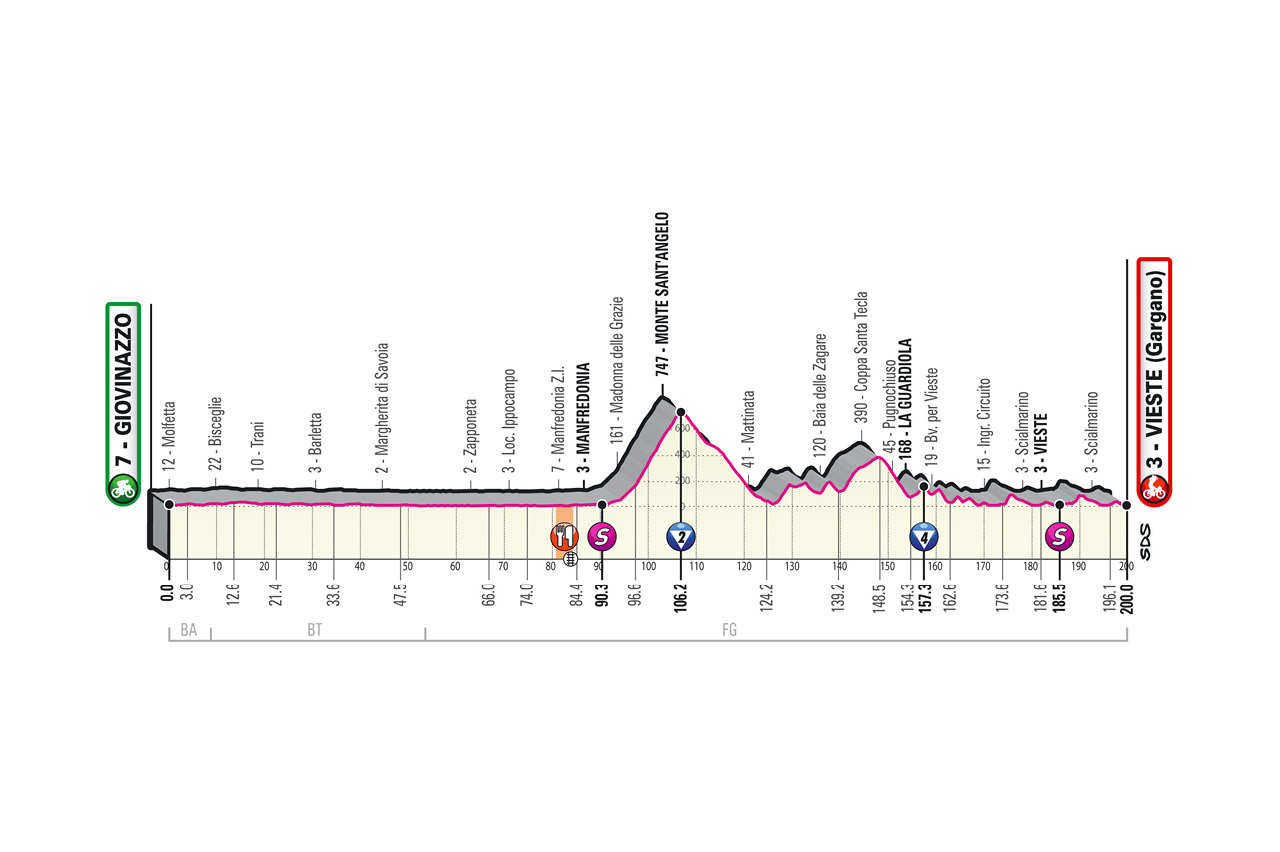
Altimetria dell'8ª tappa.

La tappa, che si apre col colpo di scena del ritiro di Simon Yates positivo al Covid-19, è caratterizzata da un'ampia fuga da lontano che permette all'inglese Alex Dowsett di trionfare in solitaria, staccando i cinque compagni fuggitivi, tra cui Salvatore Puccio, giunto secondo al traguardo. Il gruppo controlla ed arriva a quattordici minuti di distacco, col portoghese Almeida che conserva il simbolo del primato.

### 9ª tappa
- 11 ottobre: San Salvo > Roccaraso – 208 km

Risultati
| Pos. | Corridore            | Squadra | Tempo    |
| ---- | -------------------- | ------- | -------- |
| 1    | Ruben Guerreiro      | EF      | 5h41'20" |
| 2    | Jonathan Castroviejo | Ineos   | a 8"     |
| 3    | Mikkel Bjerg         | UAE     | a 58"    |

| Pos. | Corridore       | Squadra    | Tempo     |
| ---- | --------------- | ---------- | --------- |
| 1    | João Almeida    | Deceuninck | 35h35'50" |
| 2    | Wilco Kelderman | Sunweb     | a 30"     |
| 3    | Pello Bilbao    | Bahrain    | a 39"     |

Descrizione e riassunto

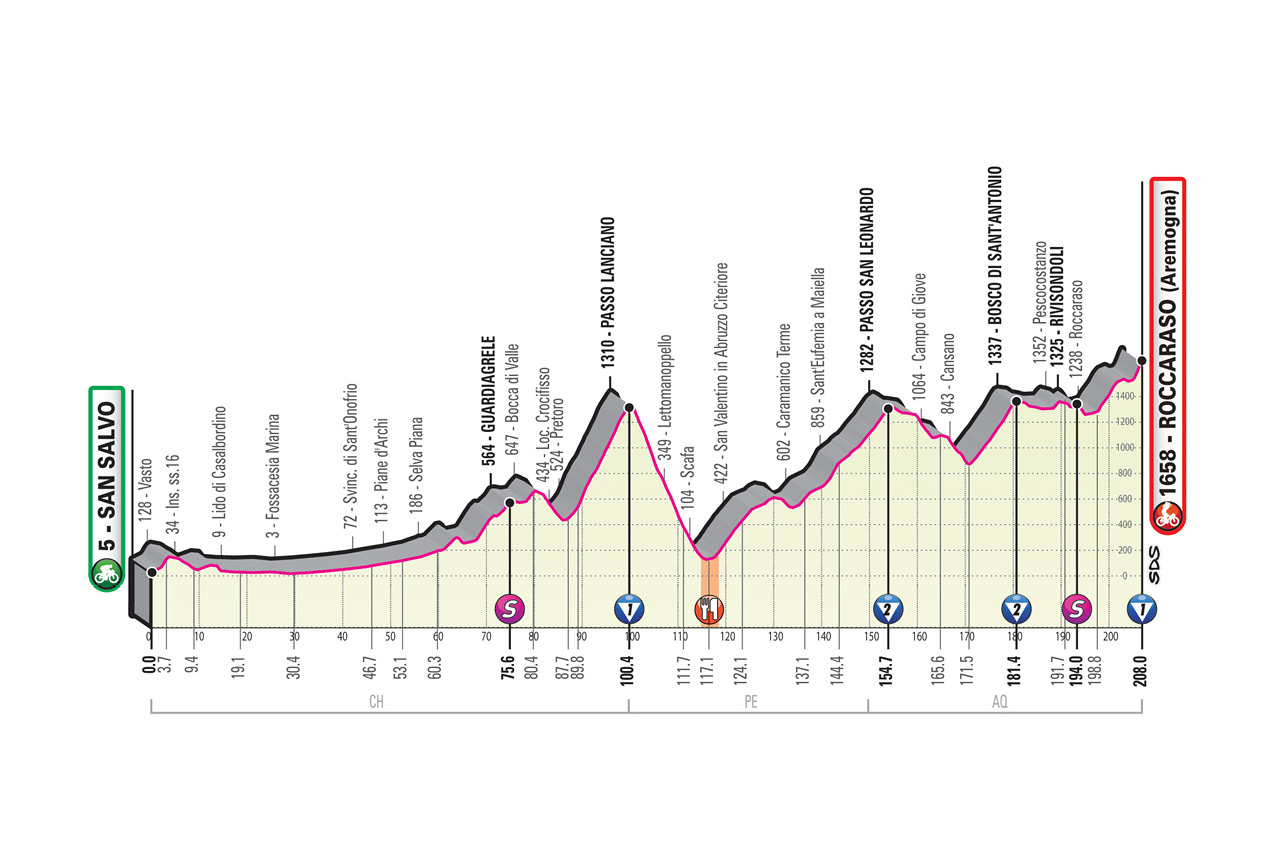
Altimetria della 9ª tappa.

La prima settimana del Giro si conclude con un tappone appenninico interamente abruzzese, con ben quattro GPM e 4500 metri di dislivello distribuiti su 208 km. Vince ancora la fuga, a trionfare sull'Aremogna è il portoghese della EF Ruben Guerreiro, che conquista anche la maglia azzurra, e precede lo spagnolo Castroviejo. Il gruppo dei migliori arriva sul traguardo con un minuto e mezzo di ritardo, e la ripida salita finale premia Fuglsang, Kelderman e Pozzovivo, con Nibali, le cui caratteristiche sono poco compatibili con la salita finale, di poco attardato, ma che guadagna qualche secondo su Almeida, ancora in rosa.

### 10ª tappa
- 13 ottobre: Lanciano > Tortoredo Lido – 177 km

Risultati
| Pos. | Corridore       | Squadra    | Tempo    |
| ---- | --------------- | ---------- | -------- |
| 1    | Peter Sagan     | Bora       | 4h01'56" |
| 2    | Brandon McNulty | UAE        | a 19"    |
| 3    | João Almeida    | Deceuninck | a 23"    |

| Pos. | Corridore       | Squadra    | Tempo     |
| ---- | --------------- | ---------- | --------- |
| 1    | João Almeida    | Deceuninck | 39h38'05" |
| 2    | Wilco Kelderman | Sunweb     | a 34"     |
| 3    | Pello Bilbao    | Bahrain    | a 43"     |

Descrizione e riassunto

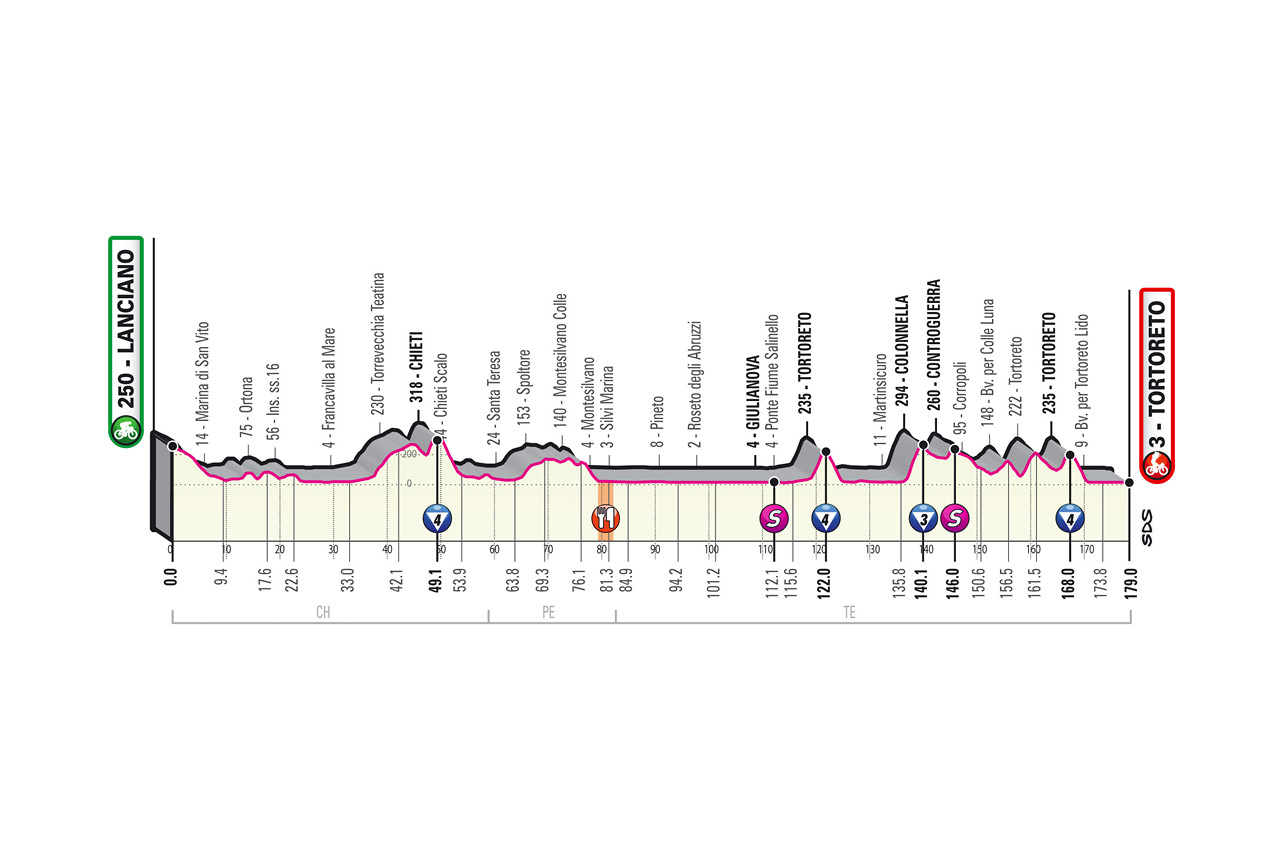
Altimetria della 10ª tappa.

La tappa si apre con un altro colpo di scena. Alla partenza di Lanciano non si presentano infatti la Mitchelton-Scott, con altri quattro membri dello staff positivi al Covid-19, e la Jumbo-Visma, con anche Kruijswijk, tra i favoriti per la vittoria finale, positivo. Per lo stesso motivo il Giro perde anche un altro protagonista, Micheal Matthews. La tappa è molto movimentata con la FDJ che cerca di non far partire la fuga, guidata da Sagan, Ciccone ed altri uomini importanti, ma deve arrendersi dopo qualche decina di km. Nel tratto più duro della salita di Tortoreto, Sagan scatta e va finalmente a vincere la sua prima tappa della Corsa Rosa, in solitaria, precedendo McNulty e la maglia rosa Almeida, che aumenta di 4” il suo vantaggio sui big grazie all'abbuono. La classifica rimane pressoché invariata, con il solo Fuglsang che giunge al traguardo con poco più di un minuto di ritardo dal gruppo maglia rosa a causa di una foratura.

### 11ª tappa
- 14 ottobre: Porto Sant'Elpidio > Rimini – 182 km

Risultati
| Pos. | Corridore     | Squadra    | Tempo    |
| ---- | ------------- | ---------- | -------- |
| 1    | Arnaud Démare | Groupama   | 4h03'52" |
| 2    | Peter Sagan   | Bora       | s.t.     |
| 3    | Álvaro Hodeg  | Deceuninck | s.t.     |

| Pos. | Corridore       | Squadra    | Tempo     |
| ---- | --------------- | ---------- | --------- |
| 1    | João Almeida    | Deceuninck | 43h41'57" |
| 2    | Wilco Kelderman | Sunweb     | a 34"     |
| 3    | Pello Bilbao    | Bahrain    | a 43"     |

Descrizione e riassunto

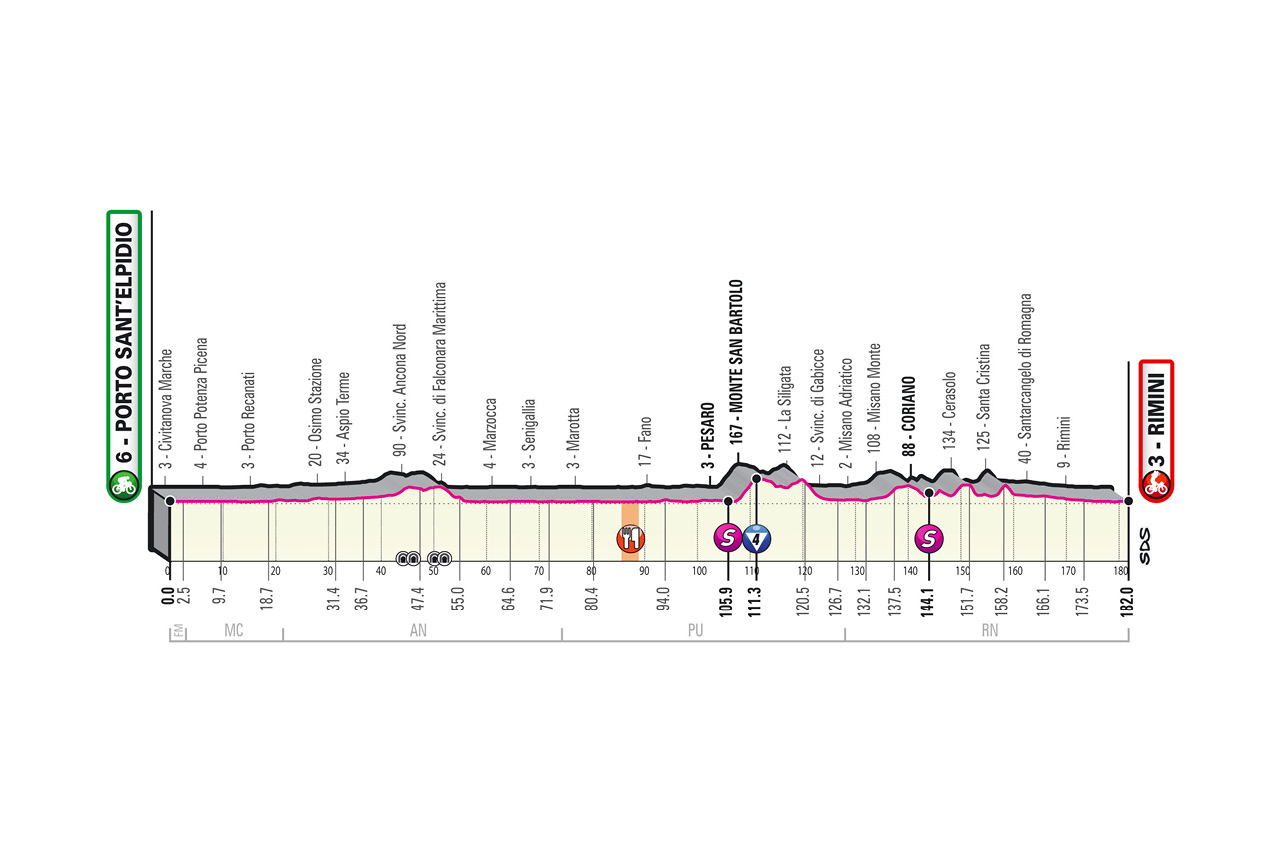
Altimetria dell'11ª tappa.

Sull'arrivo di Rimini, cala il poker Arnaud Démare, perfetto nelle volate fin qui, che precede per l'ennesima volta Peter Sagan. La tappa, adatta alle caratteristiche dei due sprinter, è animata da una coraggiosissima fuga di giornata, che viene ripresa ai -6 dal traguardo. Primo degli italiani è Consonni (4°) che ha sostituito in volata Viviani, protagonista di una caduta con una motocicletta. Ancora invariate le maglie.

### 12ª tappa
- 15 ottobre: Cesenatico > Cesenatico – 204 km

Risultati
| Pos. | Corridore        | Squadra | Tempo    |
| ---- | ---------------- | ------- | -------- |
| 1    | Jhonatan Narváez | Ineos   | 5h31'24" |
| 2    | Mark Padun       | Bahrain | a 1'08"  |
| 3    | Simon Clarke     | EF      | a 6'50"  |

| Pos. | Corridore       | Squadra    | Tempo     |
| ---- | --------------- | ---------- | --------- |
| 1    | João Almeida    | Deceuninck | 49h21'46" |
| 2    | Wilco Kelderman | Sunweb     | a 34"     |
| 3    | Pello Bilbao    | Bahrain    | a 43"     |

Descrizione e riassunto

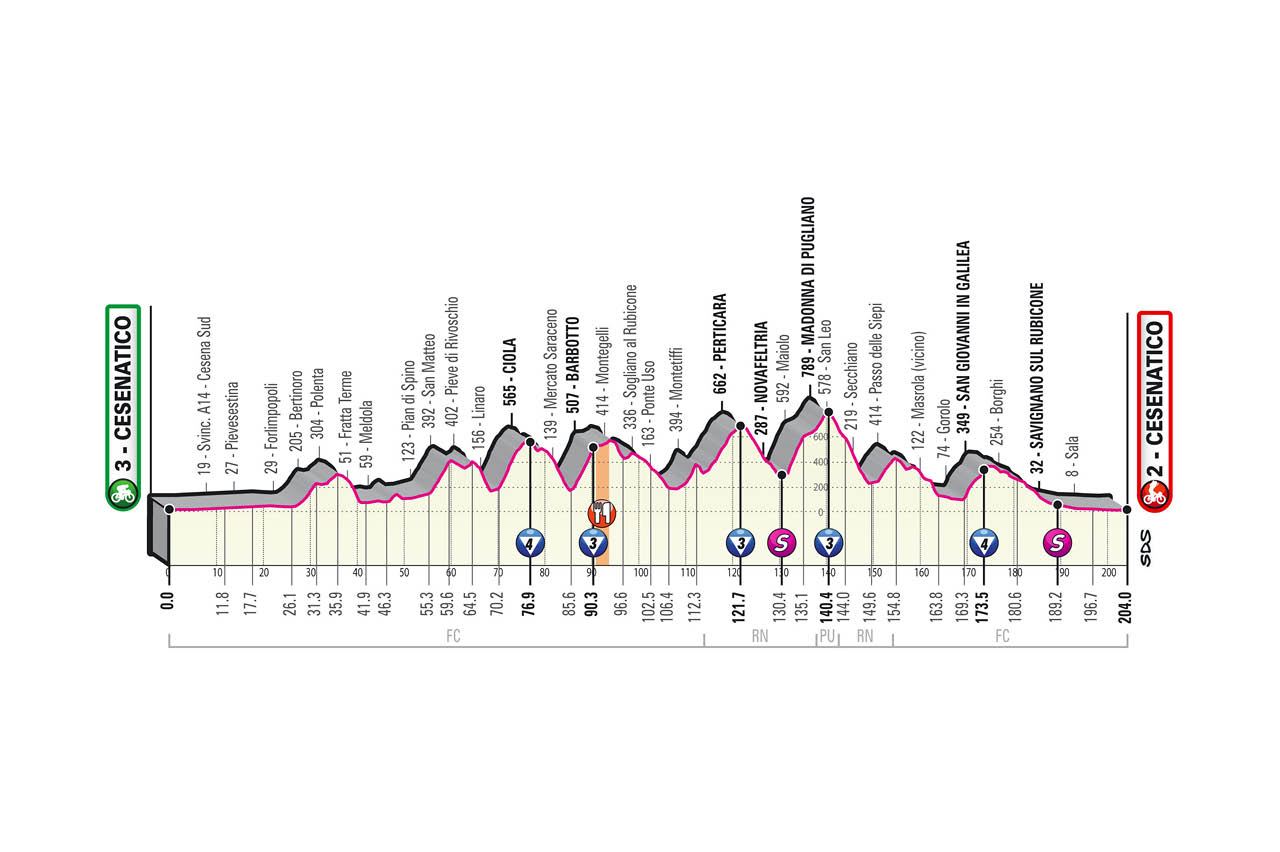
Altimetria della 12ª tappa.

Si corre sulle strade dell'indimenticato Marco Pantani su un percorso che ricalca la gran fondo romagnola dei “Nove Colli”. La tappa è caratterizzata da una fuga di giornata di ben 14 corridori che non vengono ripresi del gruppo. La vittoria va a un altro ecuadoriano, Narváez della Ineos, che precede l'ucraino della Bahrain Mark Padun, attardato di un minuto a causa di un problema meccanico. Il gruppo maglia rosa giunge sul traguardo con un ritardo di otto minuti, con distacchi invariati.

### 13ª tappa
- 16 ottobre: Cervia > Monselice – 192 km

Risultati
| Pos. | Corridore      | Squadra    | Tempo    |
| ---- | -------------- | ---------- | -------- |
| 1    | Diego Ulissi   | UAE        | 4h22'18" |
| 2    | João Almeida   | Deceuninck | s.t.     |
| 3    | Patrick Konrad | Bora       | s.t.     |

| Pos. | Corridore       | Squadra    | Tempo     |
| ---- | --------------- | ---------- | --------- |
| 1    | João Almeida    | Deceuninck | 53h43'58" |
| 2    | Wilco Kelderman | Sunweb     | a 40"     |
| 3    | Pello Bilbao    | Bahrain    | a 49"     |

Descrizione e riassunto

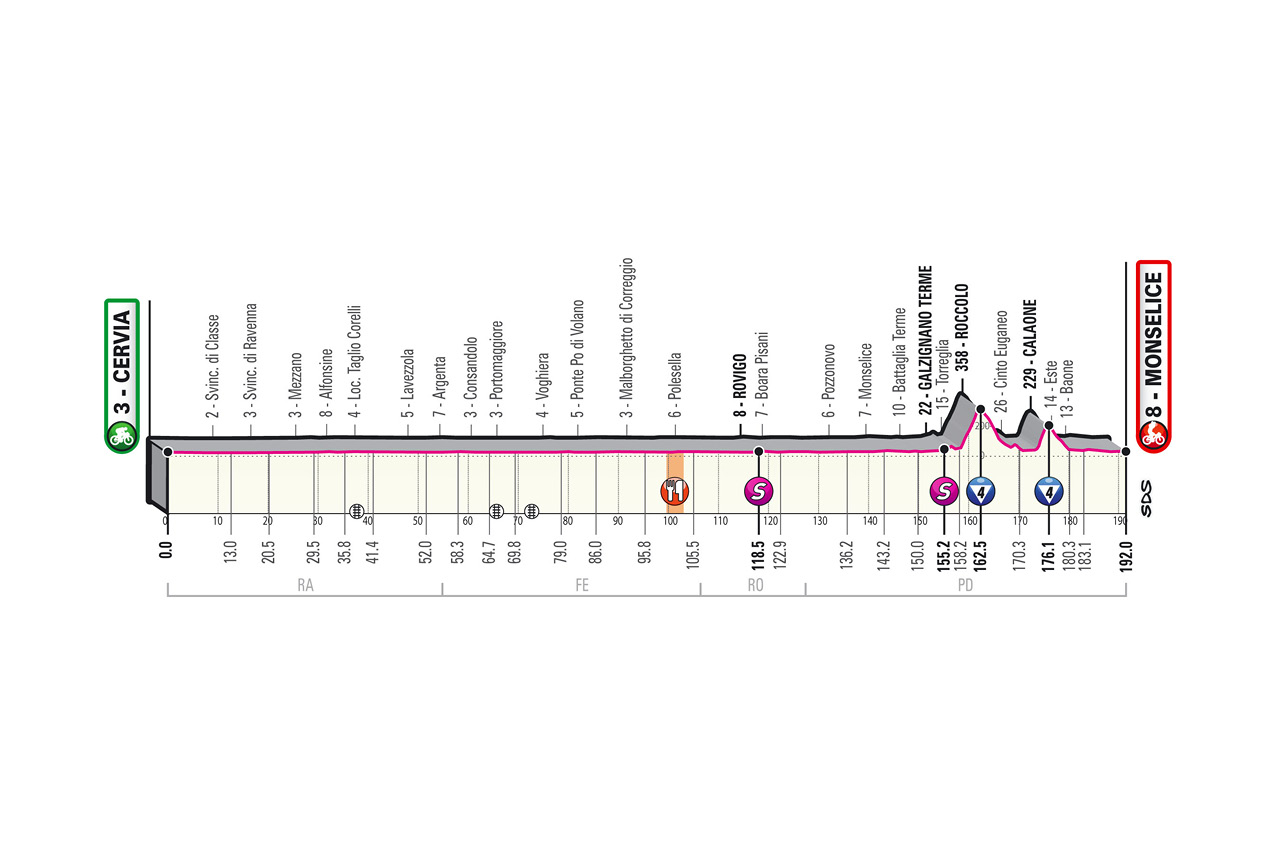
Altimetria della 13ª tappa.

Secondo acuto per il finisseur della UAE Diego Ulissi che dopo Agrigento vince anche a Monselice, in una tappa caratterizzata dai distacchi, nelle due asperità di giornata, degli sprinter finora protagonisti, Démare e Sagan. Arrivano a giocarsi la vittoria quindi solo una ventina di corridori, con Ulissi che in volata ha la meglio su Almeida (che guadagna 6” sui rivali in generale grazie all'abbuono) e sull'austriaco Patrick Konrad.

### 14ª tappa
- 17 ottobre: Conegliano > Valdobbiadene – Cronometro individuale – 34,1 km

Risultati
| Pos. | Corridore       | Squadra | Tempo   |
| ---- | --------------- | ------- | ------- |
| 1    | Filippo Ganna   | Ineos   | 42'40"  |
| 2    | Rohan Dennis    | Ineos   | a 26"   |
| 3    | Brandon McNulty | UAE     | a 1'09" |

| Pos. | Corridore       | Squadra    | Tempo     |
| ---- | --------------- | ---------- | --------- |
| 1    | João Almeida    | Deceuninck | 54h28'09" |
| 2    | Wilco Kelderman | Sunweb     | a 56"     |
| 3    | Pello Bilbao    | Bahrain    | a 2'11"   |

Descrizione e riassunto

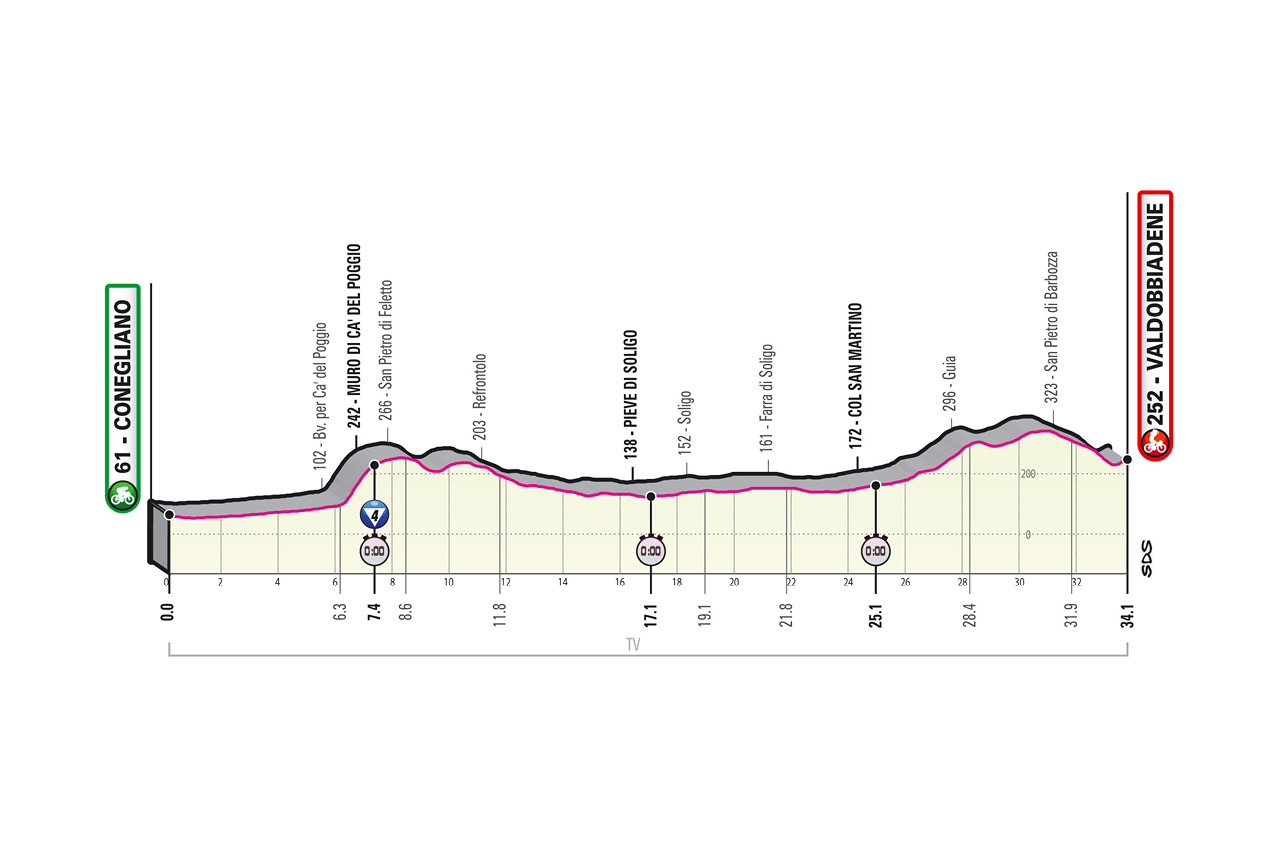
Altimetria della 14ª tappa.

Ancora crono e ancora Filippo Ganna che va a vincere, con un vantaggio superiore al minuto rispetto agli altri ciclisti tranne il compagno di squadra Rohan Dennis. Il campione del mondo prevale in tutti e tre gli intertempi. Tra gli uomini di classifica, a gioire è ancora una volta la maglia rosa João Almeida, che guadagna 16" su Kelderman, 1'22” su Bilbao, 1'23” su Nibali, 1'30” su Pozzovivo ed 1'44” su Fuglsang, che esce provvisoriamente dalla top ten, nella quale entra prepotentemente un giovane outsider, Brandon McNulty, terzo nella classifica di tappa e per ora quarto in generale, a 2'23” da Almeida. Invariati ancora i possessori delle maglie: rosa e bianca ad Almeida, ciclamino a Démare ed azzurra a Guerreiro.

### 15ª tappa
- 18 ottobre: Base Aerea Rivolto (Frecce Tricolori) > Piancavallo – 185 km

Risultati
| Pos. | Corridore          | Squadra | Tempo    |
| ---- | ------------------ | ------- | -------- |
| 1    | Tao Geoghegan Hart | Ineos   | 4h58'52" |
| 2    | Wilco Kelderman    | Sunweb  | a 2"     |
| 3    | Jai Hindley        | Sunweb  | a 4"     |

| Pos. | Corridore       | Squadra    | Tempo      |
| ---- | --------------- | ---------- | ---------- |
| 1    | João Almeida    | Deceuninck | 59h27'38'' |
| 2    | Wilco Kelderman | Sunweb     | a 15"      |
| 3    | Jai Hindley     | Sunweb     | a 2'56"    |

Descrizione e riassunto

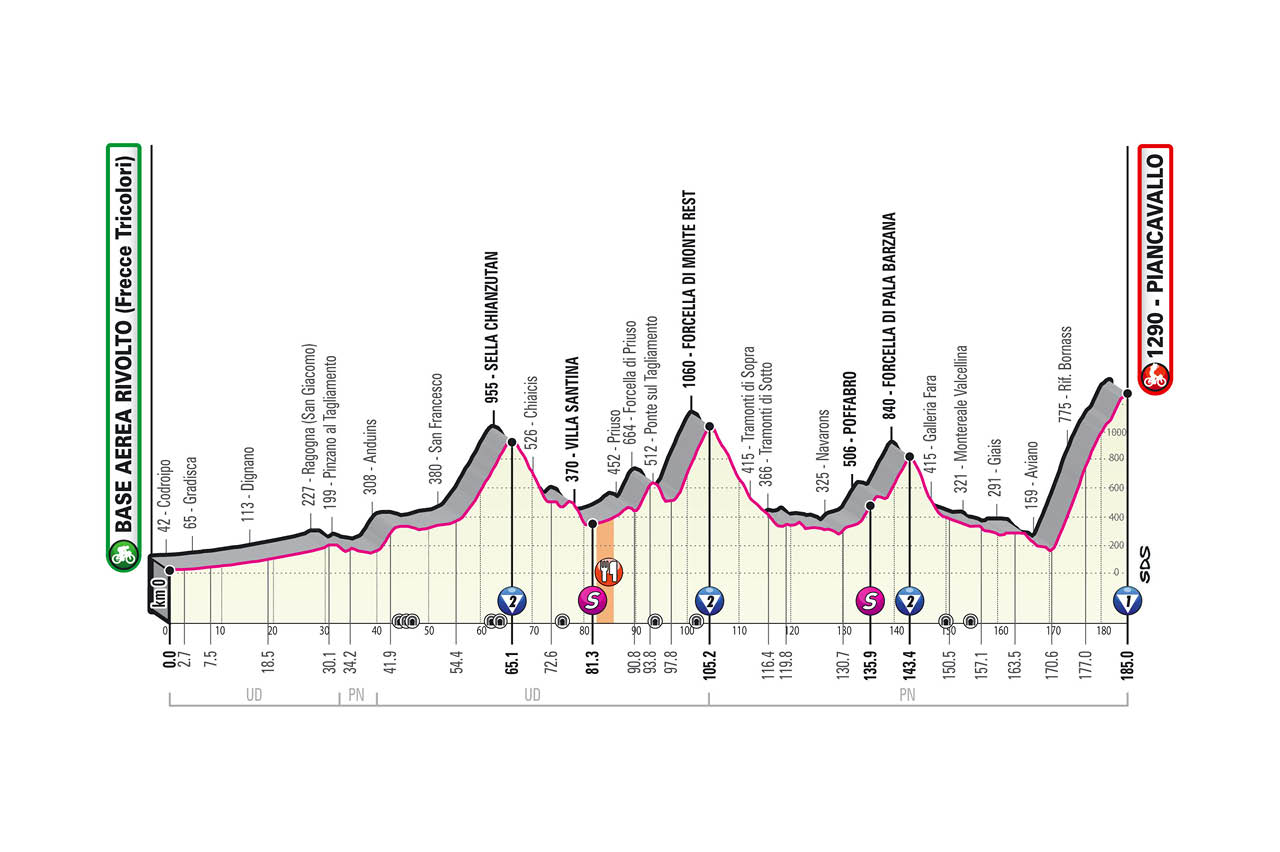
Altimetria della 15ª tappa.

Quinto successo di tappa per la Ineos, questa volta grazie a Tao Geoghegan Hart, unico in grado di stare a ruota di Jai Hindley, che ha lavorato sull'ultima asperità per il capitano Wilco Kelderman. La maglia rosa Almeida paga 37" di ritardo dal vincitore, riuscendo tuttavia a mantenere il primato con 15" sull'olandese Kelderman, giunto secondo sul traguardo. Pagano caro, invece, tutti gli altri: Majka 1'22", Bilbao, Nibali e Fuglsang 1'36", Pozzovivo 1'54", McNulty 2'43". Cambia, inoltre, la maglia azzurra, che passa all'italiano Giovanni Visconti.

### 16ª tappa
- 20 ottobre: Udine > San Daniele del Friuli – 229 km

Risultati
| Pos. | Corridore        | Squadra | Tempo    |
| ---- | ---------------- | ------- | -------- |
| 1    | Jan Tratnik      | Bahrain | 6h04'36" |
| 2    | Ben O'Connor     | NTT     | a 7"     |
| 3    | Enrico Battaglin | Bahrain | a 1'14"  |

| Pos. | Corridore       | Squadra    | Tempo     |
| ---- | --------------- | ---------- | --------- |
| 1    | João Almeida    | Deceuninck | 65h45'08" |
| 2    | Wilco Kelderman | Sunweb     | a 17"     |
| 3    | Jai Hindley     | Sunweb     | a 2'58"   |

Descrizione e riassunto

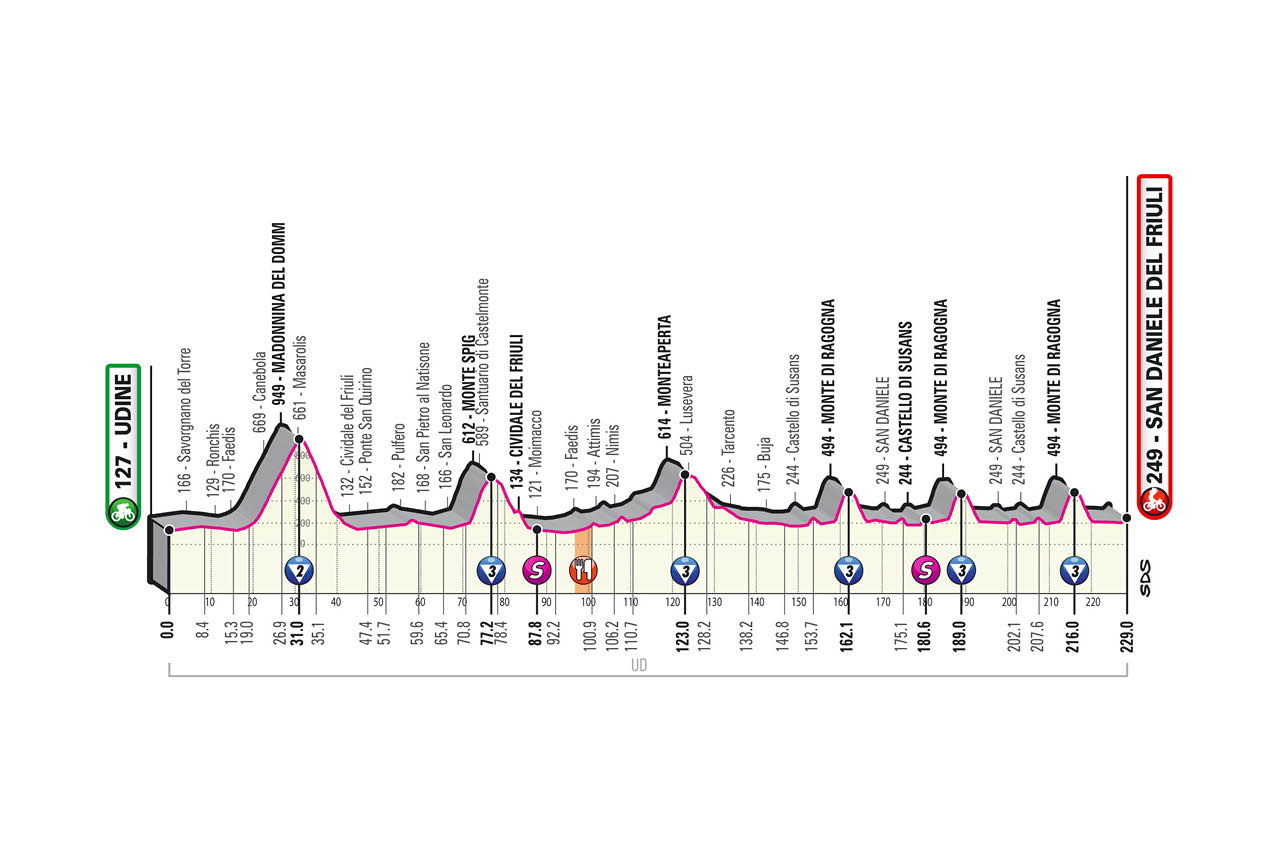
Altimetria della 16ª tappa.

Fuga doveva essere e fuga è stata. 28 i coraggiosi che tentano l'assalto dall'inizio, tra di loro i due contendenti della maglia azzurra Visconti e Guerreiro. Ha la meglio Jan Tratnik che sulla salita dell'arrivo stacca Ben O'Connor e va a vincere sul traguardo di San Daniele. Terzo Battaglin. Rimane invariata la classifica generale, salvo il guadagno di 2” per la maglia rosa João Almeida che scatta a poche centinaia di metri dal traguardo e guadagna 2" sui rivali.

### 17ª tappa
- 21 ottobre: Bassano del Grappa > Madonna di Campiglio – 203 km

Risultati
| Pos. | Corridore           | Squadra | Tempo    |
| ---- | ------------------- | ------- | -------- |
| 1    | Ben O'Connor        | NTT     | 5h50'59" |
| 2    | Hermann Pernsteiner | Bahrain | a 31"    |
| 3    | Thomas De Gendt     | Lotto   | a 1'10"  |

| Pos. | Corridore       | Squadra    | Tempo     |
| ---- | --------------- | ---------- | --------- |
| 1    | João Almeida    | Deceuninck | 71h41'18" |
| 2    | Wilco Kelderman | Sunweb     | a 17"     |
| 3    | Jai Hindley     | Sunweb     | a 2'58"   |

Descrizione e riassunto

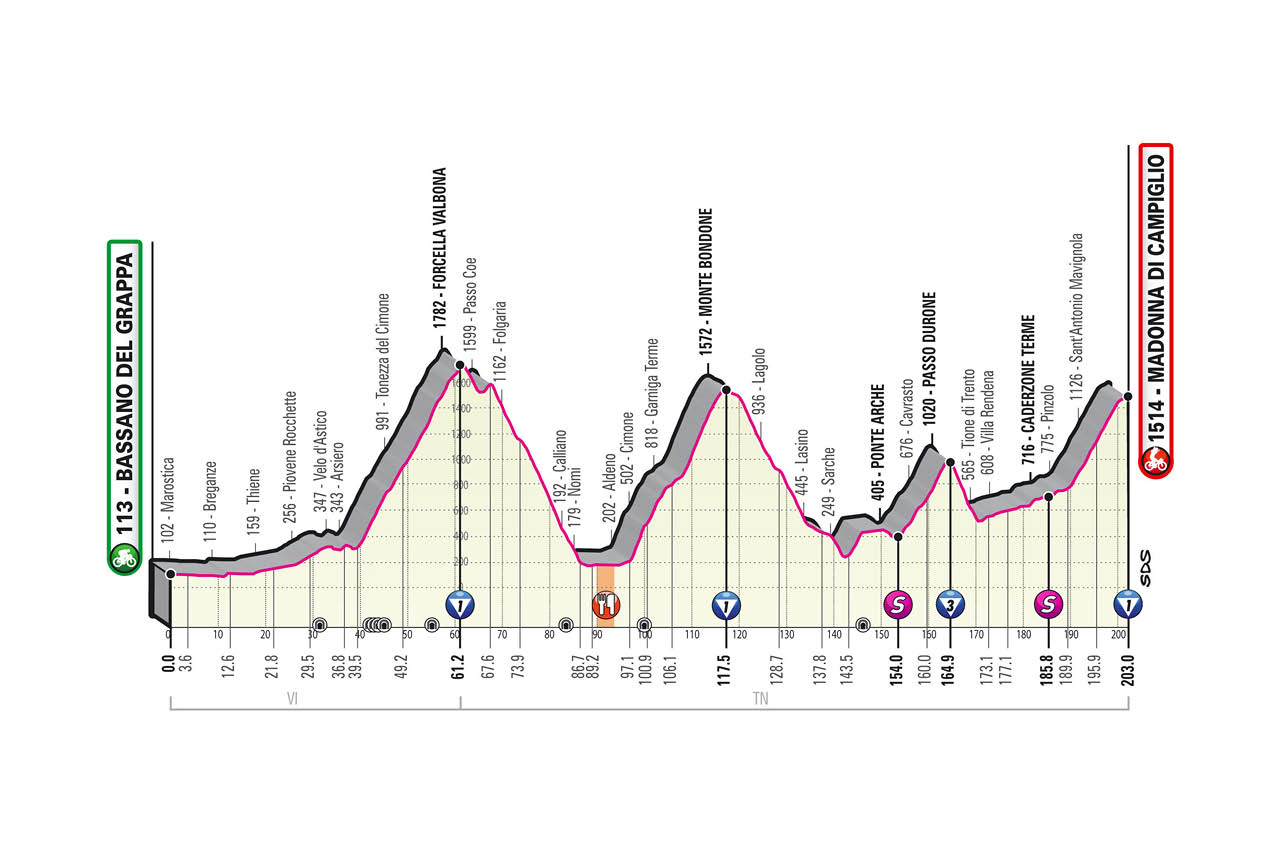
Altimetria della 17ª tappa.

La carovana affronta il terzultimo tappone alpino, con Madonna di Campiglio ultimo dei quattro GPM in programma oggi. La vittoria, come il giorno prima, va alla fuga che questa volta premia l'australiano della NTT O'Connor, arrivato secondo a San Daniele, che vince in solitaria davanti a Pernsteiner (che scala numerose posizioni in classifica) e De Gendt. Tra i big, non ci sono scatti e non ci sono crolli: la classifica rimane invariata. Cambia invece la maglia azzurra che torna sulle spalle di Guerreiro, in fuga a differenza di Visconti.

### 18ª tappa
- 22 ottobre: Pinzolo > Laghi di Cancano (Parco nazionale dello Stelvio) – 207 km

Risultati
| Pos. | Corridore          | Squadra | Tempo    |
| ---- | ------------------ | ------- | -------- |
| 1    | Jai Hindley        | Sunweb  | 6h03'03" |
| 2    | Tao Geoghegan Hart | Ineos   | s.t.     |
| 3    | Pello Bilbao       | Bahrain | a 46"    |

| Pos. | Corridore          | Squadra | Tempo     |
| ---- | ------------------ | ------- | --------- |
| 1    | Wilco Kelderman    | Sunweb  | 77h46'56" |
| 2    | Jai Hindley        | Sunweb  | a 12"     |
| 3    | Tao Geoghegan Hart | Ineos   | a 15"     |

Descrizione e riassunto

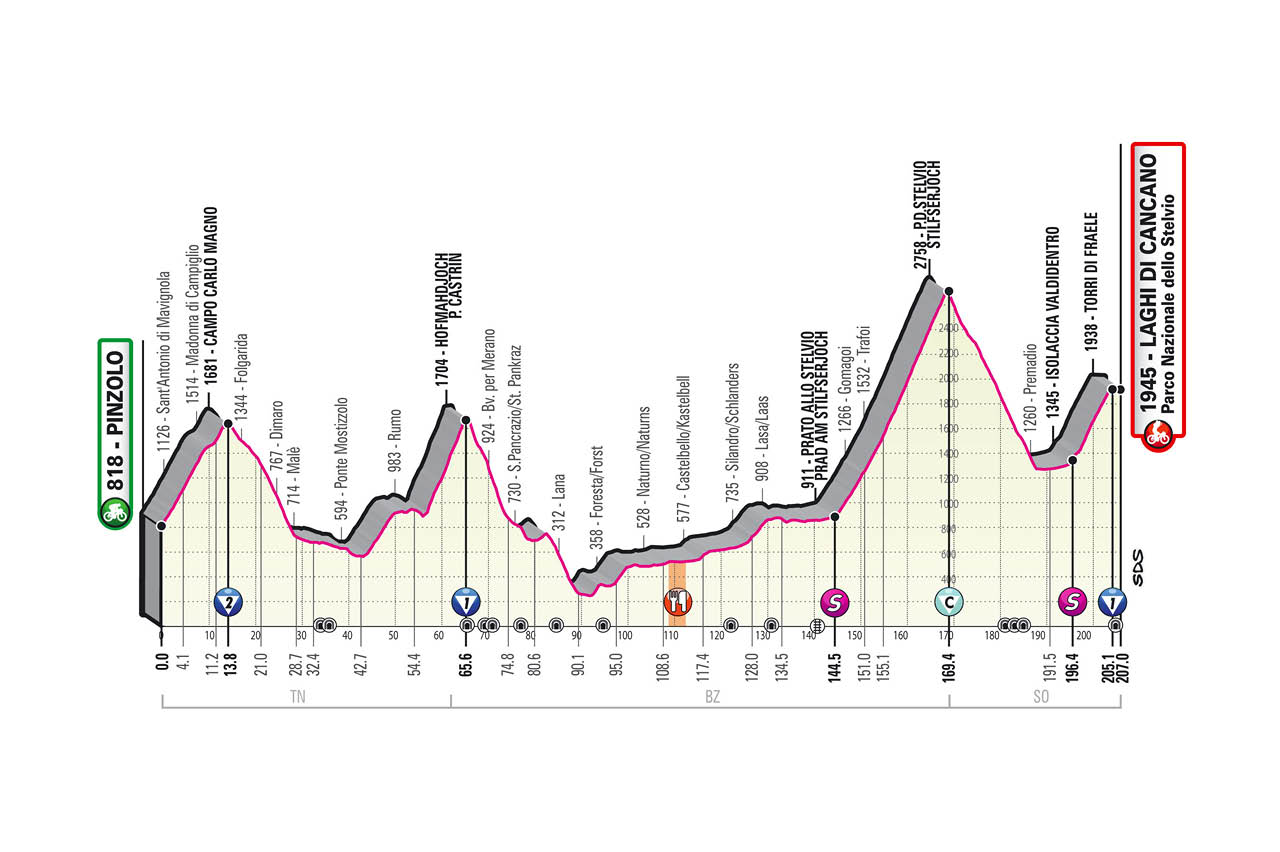
Altimetria della 18ª tappa.

Si arriva alla tappa regina del Giro d'Italia con una notizia che scuote la carovana: il tappone di sabato risulterà notevolmente ridimensionato a causa delle disposizioni contro la pandemia di COVID-19 in atto in Francia che ha portano alla rinuncia da parte dell'organizzazione al passaggio sul Colle dell'Agnello e sull'Izoard. Questa appare perciò l'ultima occasione per scalzare Almeida dalla maglia rosa. Dopo aver affrontato il Campo Carlo Magno ed il Passo Castrin il folto gruppetto di corridori in fuga viene ripreso pian piano dal gruppo. Sulla salita allo Stelvio, Cima Coppi 2020, si staccano prima la maglia rosa João Almeida, poi il favorito di giornata Vincenzo Nibali ed infine la coppia Pello Bilbao e Jakob Fuglsang. Scollina per primo Rohan Dennis (primo australiano nell'impresa), gregario prezioso di Tao Geoghegan Hart secondo con Jai Hindley subito a ruota; Wilco Kelderman scollina attardato di 40". Sull'ultima ascesa per le Torri di Fraele, una volta terminato il lavoro di Dennis, Hindley e Geogheghan rimangono soli al comando senza trovare collaborazione, cosa che permette ai diretti inseguitori di recuperare del terreno. In vetta ai Laghi di Cancano trionfa in volata Hindley, seguito dal rivale Geoghegan Hart; chiude il podio Bilbao, in netto recupero nel finale. Kelderman, che chiude con 2'15" di ritardo dal vincitore di tappa, viene premiato con la maglia rosa, primato difeso per soli 12" dal compagno Hindley ed altri 15 da Geoghegan Hart. Oltre al podio cambiano anche le restanti posizioni: Bilbao si ritrova al quarto posto con 1'15" seguito dall'ormai ex maglia rosa Almeida a 2'16"; proseguono Fuglsang a 3'59" con Konrad e Nibali con un ritardo superiore ai 5 minuti.

### 19ª tappa
- 23 ottobre: Abbiategrasso > Asti – 124,5 km[3]

Risultati
| Pos. | Corridore          | Squadra | Tempo    |
| ---- | ------------------ | ------- | -------- |
| 1    | Josef Černý        | CCC     | 2h30'40" |
| 2    | Victor Campenaerts | NTT     | a 18"    |
| 3    | Jacopo Mosca       | Trek    | a 26"    |

| Pos. | Corridore          | Squadra | Tempo     |
| ---- | ------------------ | ------- | --------- |
| 1    | Wilco Kelderman    | Sunweb  | 80h29'19" |
| 2    | Jai Hindley        | Sunweb  | a 12"     |
| 3    | Tao Geoghegan Hart | Ineos   | a 15"     |

Descrizione e riassunto

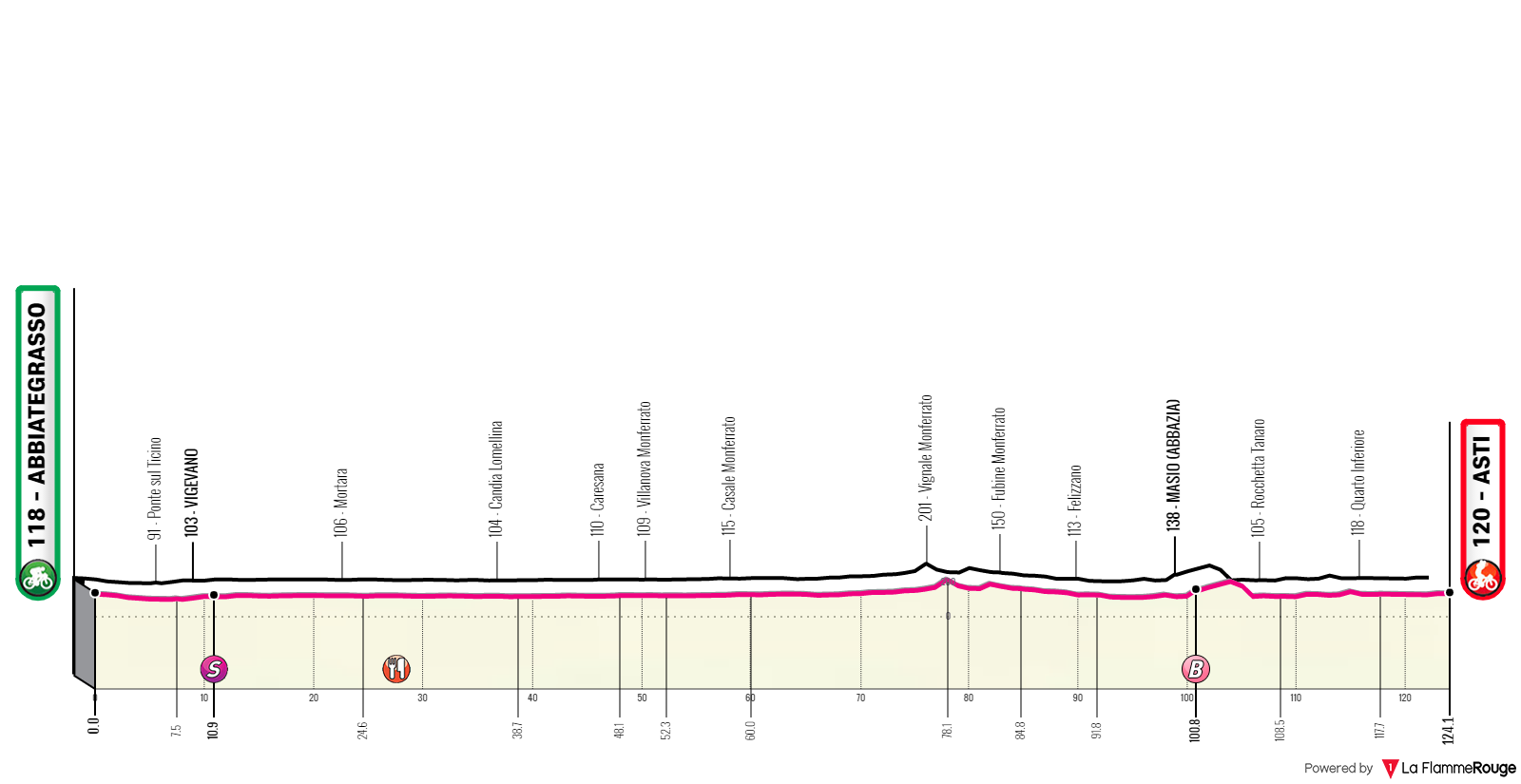
Altimetria della 19ª tappa.

A causa delle proteste da parte di alcune squadre e altrettanti ciclisti per le avverse condizioni meteo e l'elevato chilometraggio, la tappa, con partenza prevista da Morbegno, è modificata in corsa. Il gruppo, dopo aver percorso ad andatura "turistica" circa 10 km dal via, si ferma e i corridori vengono fatti salire sui pullman delle squadre e scortati fino alla nuova località di partenza presso Abbiategrasso, luogo in cui era previsto il rifornimento, accorciando il tracciato di circa 130 km. Preso il via verso le 14.30, dal gruppo si stacca una fuga di 14 uomini che mantiene un distacco intorno al minuto e mezzo dal plotone guidato esclusivamente dalla Bora-Hansgrohe. Intorno ai -65 km dal traguardo, la Bora che lavorava per Peter Sagan per tenere vive le speranze di volata (e quindi per i punti per la maglia ciclamino), vedendo il distacco dai fuggitivi aumentare, decide di rialzarsi. Ai -20 km dall'arrivo, il corridore ceco Josef Černy della CCC Team, prende circa una ventina di secondi di vantaggio dai 13 in fuga, da cui si stacca un gruppetto di 5 inseguitori. Černy, intorno ai -8 km, arriva ad avere un vantaggio di circa 40", divario che va sempre più a ridursi col passare dei chilometri fino a quando si assesta intorno ai 20" quando mancano circa 3 km. Dai cinque inseguitori l'ultimo a perdere le speranze di rimonta è Victor Campenaerts, che non riesce a riprendere il corridore ceco e chiude secondo. Terzo Jacopo Mosca. Il gruppo della maglia rosa giunge sul traguardo di Asti con circa 16 minuti di ritardo dal vincitore, mantenendo quindi immutata la classifica generale.

### 20ª tappa
- 24 ottobre: Alba > Sestriere – 181 km[4]

Risultati
| Pos. | Corridore          | Squadra | Tempo    |
| ---- | ------------------ | ------- | -------- |
| 1    | Tao Geoghegan Hart | Ineos   | 4h52'45" |
| 2    | Jai Hindley        | Sunweb  | s.t.     |
| 3    | Rohan Dennis       | Ineos   | a 25"    |

| Pos. | Corridore          | Squadra | Tempo     |
| ---- | ------------------ | ------- | --------- |
| 1    | Jai Hindley        | Sunweb  | 85h22'07" |
| 2    | Tao Geoghegan Hart | Ineos   | s.t.      |
| 3    | Wilco Kelderman    | Sunweb  | a 1'32"   |

Descrizione e riassunto

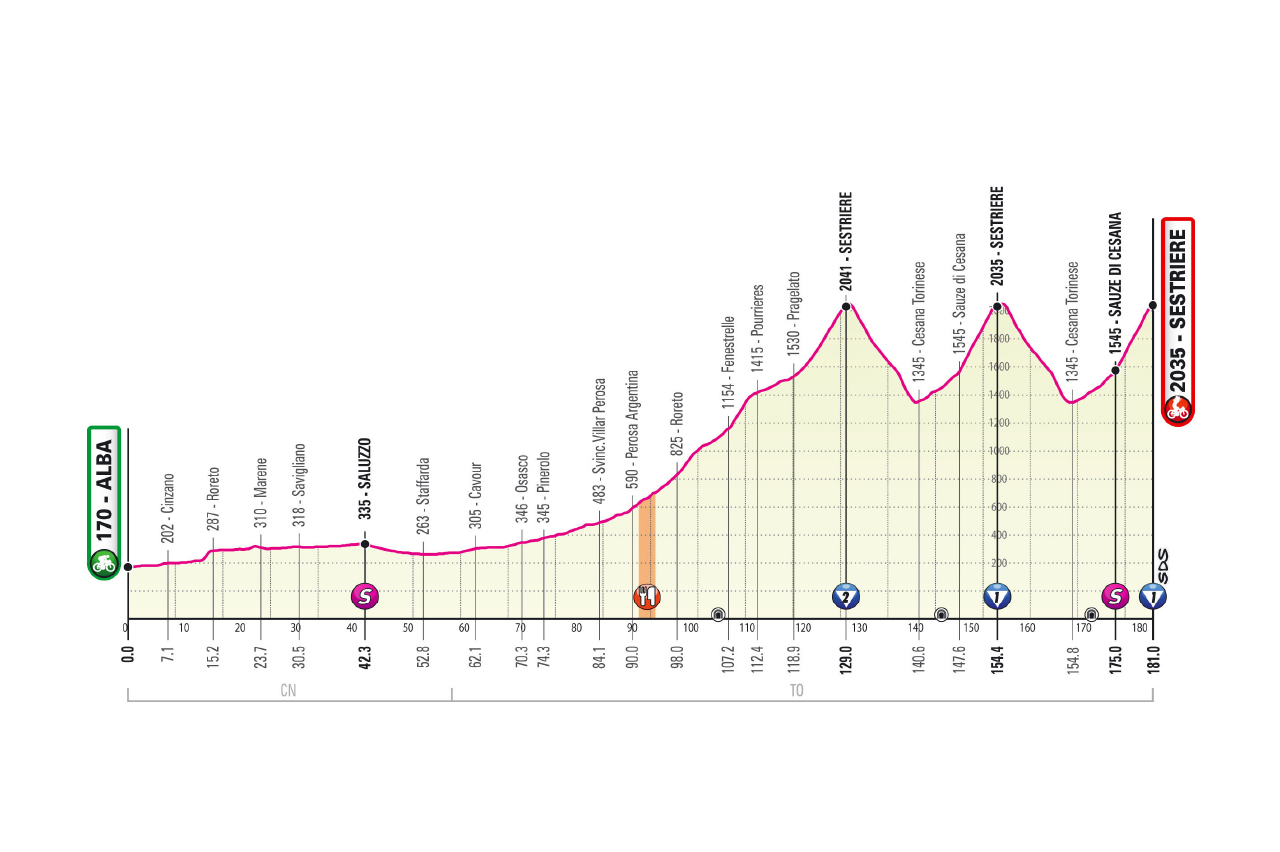
Altimetria della 20ª tappa.

Ultima occasione per stravolgere la classifica generale prima della cronometro finale. Wilco Kelderman riparte con la maglia rosa conquistata sullo Stelvio, mentre i due giovani Jai Hindley, compagno di squadra della maglia rosa, e Tao Geoghegan Hart si trovano sul podio racchiusi in 15 secondi. La fuga di 21 corridori, tra i quali figurano molti velocisti, si forma a 28 km e permette ad Arnaud Démare di aumentare il vantaggio per la maglia ciclamino sul secondo, Peter Sagan, vincendo lo sprint a Saluzzo. Dopo il primo scollinamento sul Sestriere, si avvantaggiano Filippo Fiorelli e Davide Ballerini, i quali poi verranno raggiunti dall'altro compagno all'attacco Einer Rubio Reyes. Intanto la Ineos-Grenadiers alza il ritmo in gruppo, determinata a far staccare Kelderman. Nella seconda scalata il ritmo duro imposto da Rohan Dennis riesce nell'intento di far staccare tutti gli uomini di classifica, eccetto Hindley, che diventa quindi Maglia Rosa virtuale. Allo scollinamento gli altri migliori pagano 30". Il trio composto da Dennis, Geoghegan Hart e Hindley assorbe tra il km 150 e il 170 tutti i fuggitivi rimasti ed allo sprint di Sauze di Cesana Hindley guadagna un ulteriore secondo grazie all'abbuono sul diretto rivale in classifica Geoghegan Hart, portandosi a 4" di vantaggio in classifica. Nel gruppo della maglia rosa durante l'ultima salita Nibali perde contatto, mentre l'ex-maglia rosa João Almeida scatta. Nonostante i quattro attacchi di Hindley sulla salita finale Geoghegan Hart non si stacca, sebbene al quarto attacco il compagno di squadra Dennis paghi e debba lasciare il britannico da solo. La volata finale è vinta da Geoghegan Hart, che recupera grazie all'abbuono i 4 secondi di svantaggio in classifica generale e pareggia il tempo generale di Hindley. Terzo il vincitore morale della tappa Dennis, 4° Almeida a 1'01", poi la maglia rosa ad 1'35" e Nibali a 2'02". La classifica generale presenta per la prima volta alla penultima tappa un pareggio di tempo, dove la somma dei centesimi delle cronometro consegna la maglia rosa al giovane della Sunweb.

### 21ª tappa
- 25 ottobre: Cernusco sul Naviglio > Milano – Cronometro individuale – 15,7 km

Risultati
| Pos. | Corridore          | Squadra | Tempo  |
| ---- | ------------------ | ------- | ------ |
| 1    | Filippo Ganna      | Ineos   | 17'16" |
| 2    | Victor Campenaerts | NTT     | a 32"  |
| 3    | Rohan Dennis       | Ineos   | s.t.   |

| Pos. | Corridore          | Squadra | Tempo     |
| ---- | ------------------ | ------- | --------- |
| 1    | Tao Geoghegan Hart | Ineos   | 85h40'21" |
| 2    | Jai Hindley        | Sunweb  | a 39"     |
| 3    | Wilco Kelderman    | Sunweb  | a 1'29"   |

Descrizione e riassunto

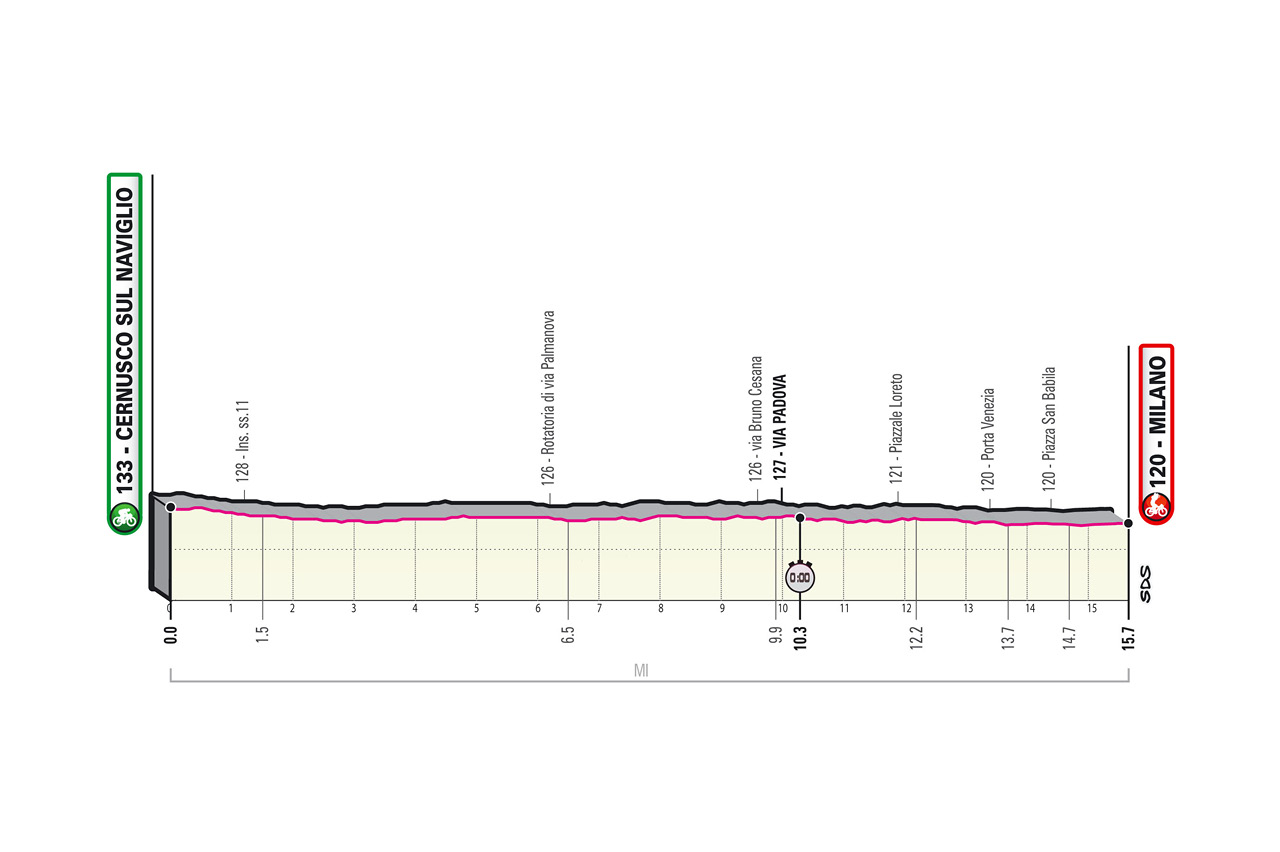
Altimetria della 21ª tappa.

Alla vigilia dell'ultima tappa due corridori sono alla pari per la conquista della maglia rosa. Filippo Ganna conquista la sua quarta tappa davanti a Victor Campenaerts e a Rohan Dennis. 4° João Almeida, che scala una posizione in classifica ai danni di un Pello Bilbao sottotono. Ma i riflettori sono tutti puntati sugli ultimi due alla partenza: Jai Hindley e Tao Geoghegan Hart. A 3 km è ancora pareggio tra i due, che registrano lo stesso tempo, mentre all'intertempo Hindley perde 22". Geoghegan Hart taglia il traguardo in 18'14", Hindley in 18'53". La classifica finale premia quindi Geoghegan Hart, davanti a Hindley e Wilco Kelderman.

## Evoluzione delle classifiche
| Tappa              | Vincitore          | Classifica generale Maglia rosa | Classifica a punti Maglia ciclamino | Classifica scalatori Maglia azzurra | Classifica giovani Maglia bianca | Classifica a squadre  |
| ------------------ | ------------------ | ------------------------------- | ----------------------------------- | ----------------------------------- | -------------------------------- | --------------------- |
| 1ª                 | Filippo Ganna      | Filippo Ganna                   | Filippo Ganna                       | Rick Zabel                          | Filippo Ganna                    | Ineos Grenadiers      |
| 2ª                 | Diego Ulissi       | Filippo Ganna                   | Diego Ulissi                        | Peter Sagan                         | Filippo Ganna                    | Ineos Grenadiers      |
| 3ª                 | Jonathan Caicedo   | João Almeida                    | Diego Ulissi                        | Jonathan Caicedo                    | João Almeida                     | Deceuninck-Quick Step |
| 4ª                 | Arnaud Démare      | João Almeida                    | Peter Sagan                         | Jonathan Caicedo                    | João Almeida                     | Deceuninck-Quick Step |
| 5ª                 | Filippo Ganna      | João Almeida                    | Peter Sagan                         | Filippo Ganna                       | João Almeida                     | Deceuninck-Quick Step |
| 6ª                 | Arnaud Démare      | João Almeida                    | Arnaud Démare                       | Filippo Ganna                       | João Almeida                     | Deceuninck-Quick Step |
| 7ª                 | Arnaud Démare      | João Almeida                    | Arnaud Démare                       | Filippo Ganna                       | João Almeida                     | Deceuninck-Quick Step |
| 8ª                 | Alex Dowsett       | João Almeida                    | Arnaud Démare                       | Filippo Ganna                       | João Almeida                     | Ineos Grenadiers      |
| 9ª                 | Ruben Guerreiro    | João Almeida                    | Arnaud Démare                       | Ruben Guerreiro                     | João Almeida                     | Ineos Grenadiers      |
| 10ª                | Peter Sagan        | João Almeida                    | Arnaud Démare                       | Ruben Guerreiro                     | João Almeida                     | Ineos Grenadiers      |
| 11ª                | Arnaud Démare      | João Almeida                    | Arnaud Démare                       | Ruben Guerreiro                     | João Almeida                     | Ineos Grenadiers      |
| 12ª                | Jhonatan Narváez   | João Almeida                    | Arnaud Démare                       | Ruben Guerreiro                     | João Almeida                     | Ineos Grenadiers      |
| 13ª                | Diego Ulissi       | João Almeida                    | Arnaud Démare                       | Ruben Guerreiro                     | João Almeida                     | Ineos Grenadiers      |
| 14ª                | Filippo Ganna      | João Almeida                    | Arnaud Démare                       | Ruben Guerreiro                     | João Almeida                     | Ineos Grenadiers      |
| 15ª                | Tao Geoghegan Hart | João Almeida                    | Arnaud Démare                       | Giovanni Visconti                   | João Almeida                     | Ineos Grenadiers      |
| 16ª                | Jan Tratnik        | João Almeida                    | Arnaud Démare                       | Giovanni Visconti                   | João Almeida                     | Ineos Grenadiers      |
| 17ª                | Ben O'Connor       | João Almeida                    | Arnaud Démare                       | Ruben Guerreiro                     | João Almeida                     | Ineos Grenadiers      |
| 18ª                | Jai Hindley        | Wilco Kelderman                 | Arnaud Démare                       | Ruben Guerreiro                     | Jai Hindley                      | Ineos Grenadiers      |
| 19ª                | Josef Černý        | Wilco Kelderman                 | Arnaud Démare                       | Ruben Guerreiro                     | Jai Hindley                      | Ineos Grenadiers      |
| 20ª                | Tao Geoghegan Hart | Jai Hindley                     | Arnaud Démare                       | Ruben Guerreiro                     | Jai Hindley                      | Ineos Grenadiers      |
| 21ª                | Filippo Ganna      | Tao Geoghegan Hart              | Arnaud Démare                       | Ruben Guerreiro                     | Tao Geoghegan Hart               | Ineos Grenadiers      |
| Classifiche finali | Classifiche finali | Tao Geoghegan Hart              | Arnaud Démare                       | Ruben Guerreiro                     | Tao Geoghegan Hart               | Ineos Grenadiers      |

Maglie indossate da altri ciclisti in caso di due o più maglie vinte
- Nella 2ª tappa João Almeida ha indossato la maglia ciclamino al posto di Filippo Ganna e Mikkel Bjerg quella bianca al posto di Filippo Ganna.
- Nella 3ª tappa João Almeida ha indossato la maglia bianca al posto di Filippo Ganna.
- Dalla 4ª alla 10ª tappa Harm Vanhoucke ha indossato la maglia bianca al posto di João Almeida.
- Dall'11ª alla 14ª tappa e dalla 16ª alla 18ª tappa Jai Hindley ha indossato la maglia bianca al posto di João Almeida.
- Nella 15ª tappa Brandon McNulty ha indossato la maglia bianca al posto di João Almeida.
- Nella 21ª tappa Tao Geoghegan Hart ha indossato la maglia bianca al posto di Jai Hindley.

### Altre classifiche
| Tappa              | Traguardi volanti | Premio Fuga       | Combattività     | Fair Play             |
| ------------------ | ----------------- | ----------------- | ---------------- | --------------------- |
| 1ª                 | non assegnata     | non assegnata     | Filippo Ganna    | Ineos Grenadiers      |
| 2ª                 | Thomas De Gendt   | non assegnata     | Thomas De Gendt  | Ineos Grenadiers      |
| 3ª                 | Thomas De Gendt   | Ben Gastauer      | Jonathan Caicedo | Deceuninck-Quick Step |
| 4ª                 | Thomas De Gendt   | Giovanni Visconti | Jonathan Caicedo | Deceuninck-Quick Step |
| 5ª                 | Thomas De Gendt   | Giovanni Visconti | Jonathan Caicedo | Team Sunweb           |
| 6ª                 | Mattia Bais       | Filippo Ganna     | Jonathan Caicedo | Team Sunweb           |
| 7ª                 | Marco Frapporti   | Mattia Bais       | Arnaud Démare    | Trek-Segafredo        |
| 8ª                 | Marco Frapporti   | Mattia Bais       | Arnaud Démare    | Trek-Segafredo        |
| 9ª                 | Marco Frapporti   | Salvatore Puccio  | Ruben Guerreiro  | Movistar Team         |
| 10ª                | Marco Frapporti   | Salvatore Puccio  | Peter Sagan      | Movistar Team         |
| 11ª                | Marco Frapporti   | Mattia Bais       | Peter Sagan      | Movistar Team         |
| 12ª                | Marco Frapporti   | Mattia Bais       | Peter Sagan      | AG2R La Mondiale      |
| 13ª                | Simon Pellaud     | Mattia Bais       | Simon Pellaud    | AG2R La Mondiale      |
| 14ª                | Simon Pellaud     | Mattia Bais       | Simon Pellaud    | AG2R La Mondiale      |
| 15ª                | Simon Pellaud     | Mattia Bais       | Simon Pellaud    | AG2R La Mondiale      |
| 16ª                | Simon Pellaud     | Mattia Bais       | Simon Pellaud    | Groupama-FDJ          |
| 17ª                | Simon Pellaud     | Mattia Bais       | Thomas De Gendt  | Groupama-FDJ          |
| 18ª                | Simon Pellaud     | Mattia Bais       | Thomas De Gendt  | Groupama-FDJ          |
| 19ª                | Simon Pellaud     | Mattia Bais       | Thomas De Gendt  | Groupama-FDJ          |
| 20ª                | Simon Pellaud     | Mattia Bais       | Thomas De Gendt  | Groupama-FDJ          |
| 21ª                | Simon Pellaud     | Mattia Bais       | Thomas De Gendt  | Groupama-FDJ          |
| Classifiche finali | Simon Pellaud     | Mattia Bais       | Thomas De Gendt  | Groupama-FDJ          |

## Classifiche finali

### Classifica generale - Maglia rosa
| Pos. | Corridore           | Squadra    | Tempo     |
| ---- | ------------------- | ---------- | --------- |
| 1    | Tao Geoghegan Hart  | Ineos      | 85h40'21" |
| 2    | Jai Hindley         | Sunweb     | a 39"     |
| 3    | Wilco Kelderman     | Sunweb     | a 1'29"   |
| 4    | João Almeida        | Deceuninck | a 2'57"   |
| 5    | Pello Bilbao        | Bahrain    | a 3'09"   |
| 6    | Jakob Fuglsang      | Astana     | a 7'02"   |
| 7    | Vincenzo Nibali     | Trek       | a 8'15"   |
| 8    | Patrick Konrad      | Bora       | a 8'42"   |
| 9    | Fausto Masnada      | Deceuninck | a 9'57"   |
| 10   | Hermann Pernsteiner | Bahrain    | a 11'05"  |

### Classifica a punti - Maglia ciclamino
| Pos. | Corridore     | Squadra    | Punti |
| ---- | ------------- | ---------- | ----- |
| 1    | Arnaud Démare | Groupama   | 233   |
| 2    | Peter Sagan   | Bora       | 184   |
| 3    | João Almeida  | Deceuninck | 108   |
| 4    | Filippo Ganna | Ineos      | 87    |
| 5    | Josef Černý   | CCC        | 78    |

### Classifica scalatori - Maglia azzurra
| Pos. | Corridore          | Squadra | Punti |
| ---- | ------------------ | ------- | ----- |
| 1    | Ruben Guerreiro    | EF      | 234   |
| 2    | Tao Geoghegan Hart | Ineos   | 157   |
| 3    | Thomas De Gendt    | Lotto   | 122   |
| 4    | Rohan Dennis       | Ineos   | 119   |
| 5    | Ben O'Connor       | NTT     | 71    |

### Classifica giovani - Maglia bianca
| Pos. | Corridore          | Squadra    | Tempo     |
| ---- | ------------------ | ---------- | --------- |
| 1    | Tao Geoghegan Hart | Ineos      | 85h40'21" |
| 2    | Jai Hindley        | Sunweb     | a 39"     |
| 3    | João Almeida       | Deceuninck | a 2'57"   |
| 4    | Sergio Samitier    | Movistar   | a 35'29"  |
| 5    | James Knox         | Deceuninck | a 37'41"  |

### Classifica a squadre - Trofeo Super Team
| Pos. | Squadra               | Tempo      |
| ---- | --------------------- | ---------- |
| 1    | Ineos Grenadiers      | 257h15'58" |
| 2    | Deceuninck-Quick Step | a 22'32"   |
| 3    | Team Sunweb           | a 28'50"   |
| 4    | Bahrain-McLaren       | a 32'50"   |
| 5    | Bora-Hansgrohe        | a 1h12'34" |